# Lau-Balagnas
Pour les articles homonymes, voir Lau.
Lau-Balagnas [lo balaɲas] est une commune française située dans l'ouest du département des Hautes-Pyrénées, en région Occitanie. Sur le plan historique et culturel, la commune est dans la province du Lavedan, partie sud-occidentale de la Bigorre et constituée d'un ensemble de sept vallées en amont de la ville de Lourdes.
Exposée à un climat océanique altéré, elle est drainée par le gave de Pau, le gave d'Azun et par divers autres petits cours d'eau. Incluse dans le Parc national des Pyrénées, la commune possède un patrimoine naturel remarquable : un site Natura 2000 (les « gaves de Pau et de Cauterets (et gorge de Cauterets) ») et trois zones naturelles d'intérêt écologique, faunistique et floristique.
Lau-Balagnas est une commune rurale qui compte 508 habitants en 2022. Elle est dans l'agglomération d'Argelès-Gazost et fait partie de l'aire d'attraction d'Argelès-Gazost. Ses habitants sont appelés les Lau-Balutins ou  Lau-Balutines.

## Géographie

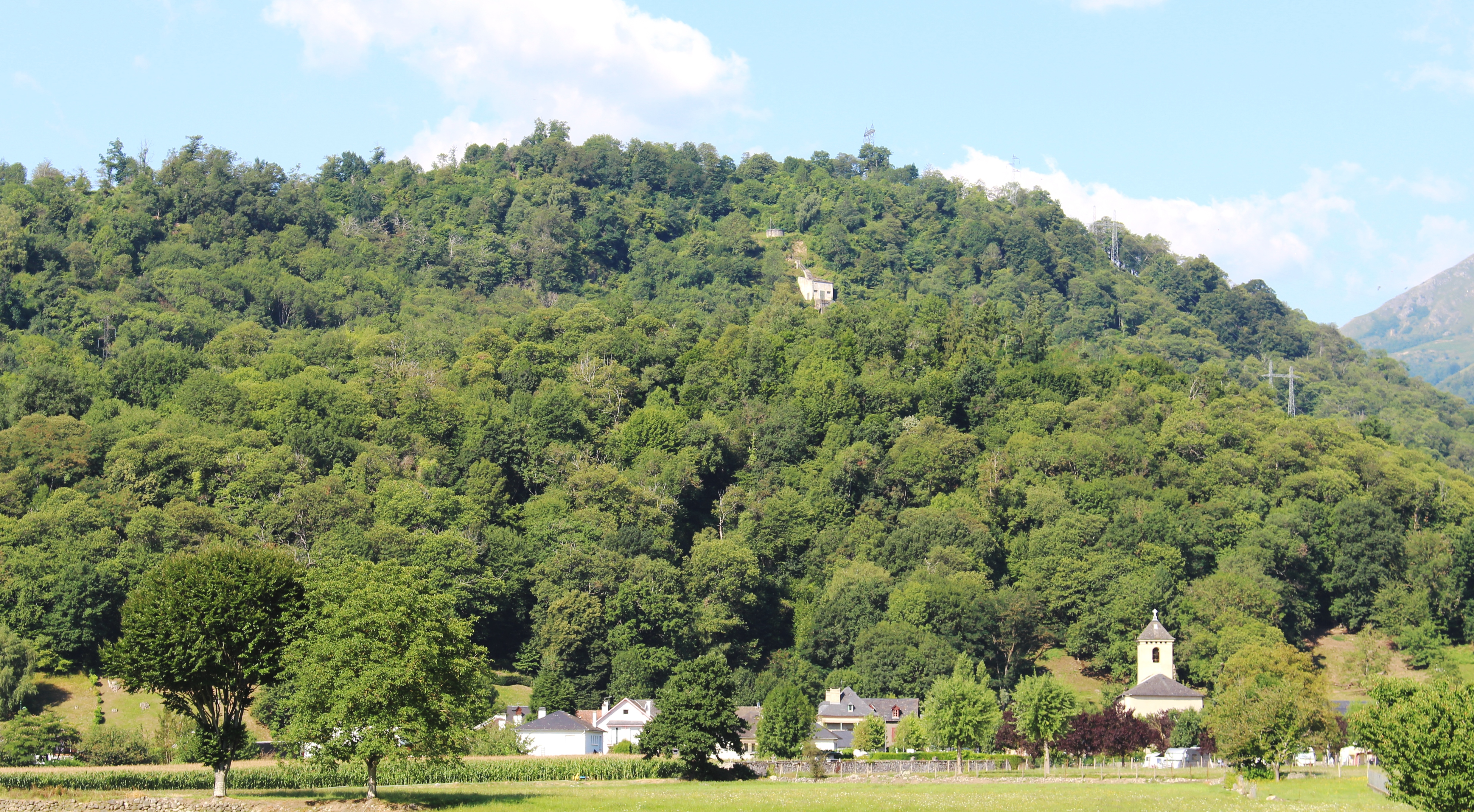
Vue de Lau.

### Localisation
La commune de Lau-Balagnas se trouve dans le département des Hautes-Pyrénées, en région Occitanie.
Sur le plan historique et culturel, Lau-Balagnas fait partie de la province historique du Lavedan, partie sud-occidentale de la Bigorre et constitué d'un ensemble de sept vallées en amont de la ville de Lourdes. Historiquement, elle  fait partie de la province de Gascogne, et plus particulièrement du comté de Bigorre. La commune est dans le pays de rivière de Saint-Savin, de part et d’autre du gave de Cauterets.
Elle se situe à 29 km à vol d'oiseau de Tarbes, préfecture du département, et à 1 km d'Argelès-Gazost, sous-préfecture.
Les communes les plus proches sont : 
Argelès-Gazost (1,0 km), Arcizans-Avant (1,4 km), Préchac (1,6 km), Saint-Savin (1,8 km), Ayros-Arbouix (2,4 km), Gez (2,4 km), Adast (2,7 km), Arras-en-Lavedan (2,9 km).
Lau-Balagnas est limitrophe de sept autres communes, dont Adast au sud-est, par un simple quadripoint.
|                | Argelès-Gazost | Ayros-Arbouix                        |
| Arcizans-Avant | Lau-Balagnas   | Préchac                              |
|                | Saint-Savin    | Beaucens, Adast (par un quadripoint) |

### Paysages et relief

Sélection de vues.
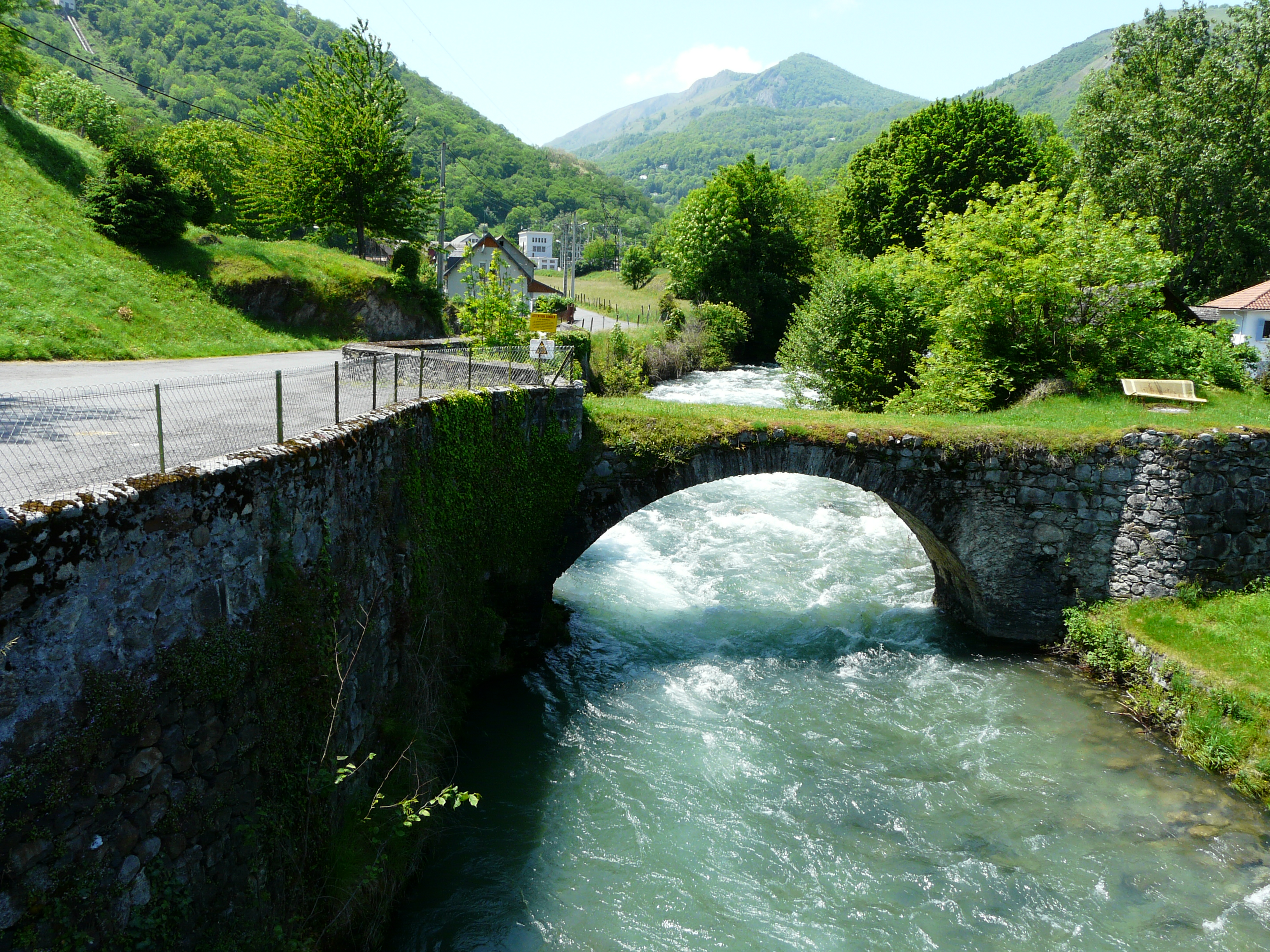
Le gave d'Azun en limite de Lau-Balagnas (à gauche) et Argelès-Gazost.
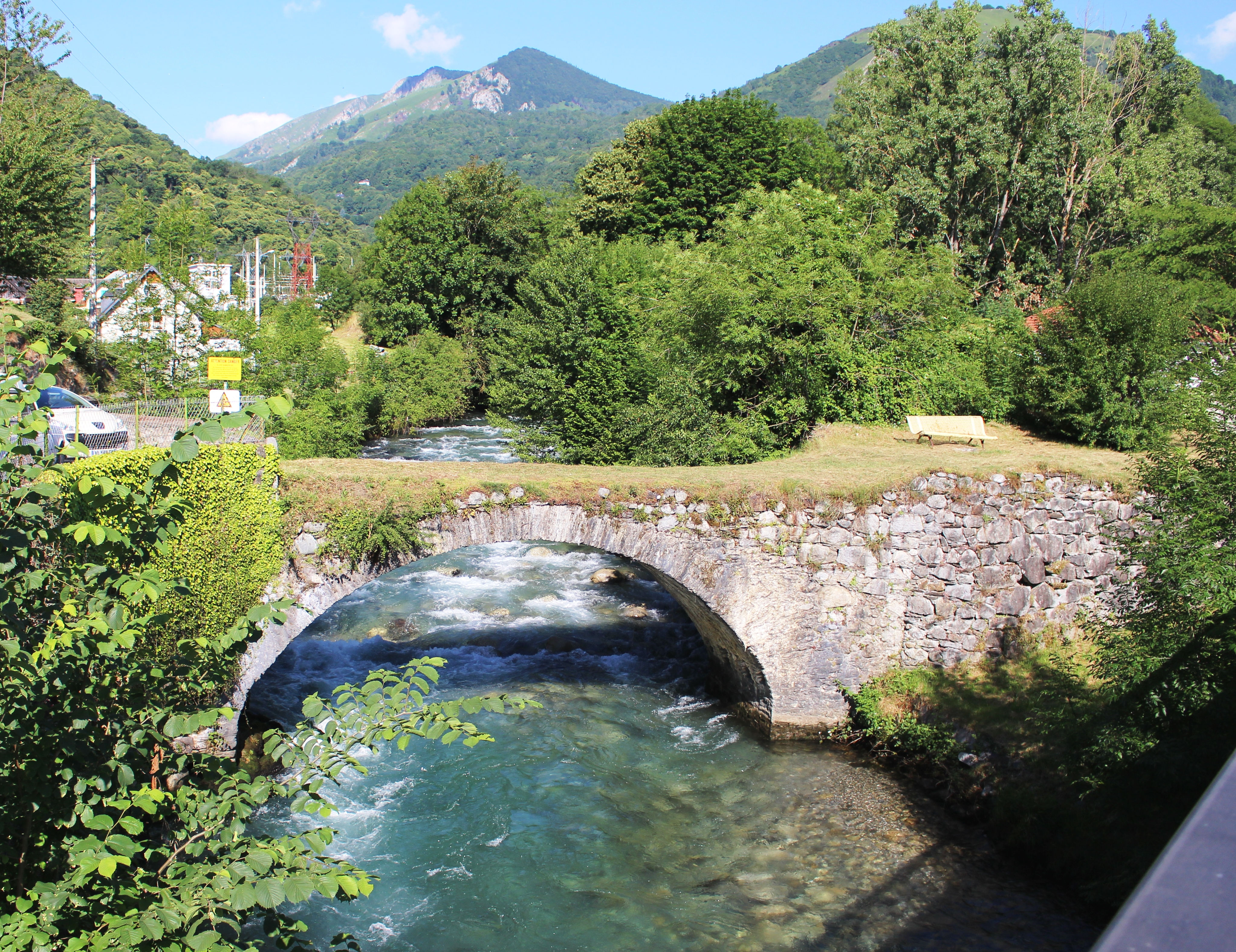
Le pont au-dessus du gave d'Azun.

### Hydrographie
La commune est dans le bassin de l'Adour, au sein du bassin hydrographique Adour-Garonne. Elle est drainée par le gave de Pau, le gave d'Azun, le Bayou, le ruisseau du Gabarret et par deux petits cours d'eau, constituant un réseau hydrographique de 8 km de longueur totale,.
Le gave de Pau, d'une longueur totale de 192,8 km, prend sa source dans la commune de Gavarnie-Gèdre et s'écoule vers le nord-ouest. Il traverse la commune et se jette dans l'Adour à Saint-Loubouer, après avoir traversé 88 communes.
Le gave d'Azun, d'une longueur totale de 29,1 km, prend sa source dans la commune d'Arrens-Marsous et s'écoule vers le nord-est. Il traverse la commune et se jette dans le gave de Pau à Ayros-Arbouix, après avoir traversé 10 communes.

### Climat
Le climat qui caractérise la commune est qualifié, en 2010, de « climat océanique altéré », selon la typologie des climats de la France qui compte alors huit grands types de climats en métropole. En 2020, la commune ressort du même type de climat dans la classification établie par Météo-France, qui ne compte désormais, en première approche, que cinq grands types de climats en métropole. Il s’agit d’une zone de transition entre le climat océanique et les climats de montagne et le climat semi-continental. Les écarts de température entre hiver et été augmentent avec l'éloignement de la mer. La pluviométrie est plus faible qu'en bord de mer, sauf aux abords des reliefs.
Les paramètres climatiques qui ont permis d’établir la typologie de 2010 comportent six variables pour les températures et huit pour les précipitations, dont les valeurs correspondent à la normale 1971-2000. Les sept principales variables caractérisant la commune sont présentées dans l'encadré ci-après.
| Paramètres climatiques communaux sur la période 1971-2000 - Moyenne annuelle de température : 12 °C - Nombre de jours avec une température inférieure à −5 °C : 3 j - Nombre de jours avec une température supérieure à 30 °C : 4,8 j - Amplitude thermique annuelle : 13,7 °C - Cumuls annuels de précipitation : 1 095 mm - Nombre de jours de précipitation en janvier : 10,5 j - Nombre de jours de précipitation en juillet : 8,7 j |

Avec le changement climatique, ces variables ont évolué. Une étude réalisée en 2014 par la Direction générale de l'Énergie et du Climat complétée par des études régionales prévoit en effet que la  température moyenne devrait croître et la pluviométrie moyenne baisser, avec toutefois de fortes variations régionales. Ces changements peuvent être constatés sur la station météorologique de Météo-France la plus proche, « Ayros-Arbouix », sur la commune d'Ayros-Arbouix, mise en service en 1982 et qui se trouve à 2 km à vol d'oiseau,, où la température moyenne annuelle est de 12,7 °C et la hauteur de précipitations de 1 031,4 mm pour la période 1981-2010.
Sur la station météorologique historique la plus proche, « Tarbes-Lourdes-Pyrénées », sur la commune d'Ossun, mise en service en 1946 et à 22 km, la température moyenne annuelle évolue de 12,2 °C pour la période 1971-2000, à 12,6 °C pour 1981-2010, puis à 12,9 °C pour 1991-2020.

### Milieux naturels et biodiversité

#### Espaces protégés
La protection réglementaire est le mode d’intervention le plus fort pour préserver des espaces naturels remarquables et leur biodiversité associée,.
Dans ce cadre, la commune fait partie de l'aire d'adhésion du Parc National des Pyrénées. Ce  parc national, créé en 1967, abrite une faune riche et spécifique particulièrement intéressante : importantes populations d’isards, colonies de marmottes réimplantées avec succès, grands rapaces tels le Gypaète barbu, le Vautour fauve, le Percnoptère d’Égypte ou l’Aigle royal, le Grand tétras et le discret Desman des Pyrénées qui constitue l’exemple type de ce précieux patrimoine confié au Parc national et aussi l'Ours des Pyrénées,,.

#### Réseau Natura 2000

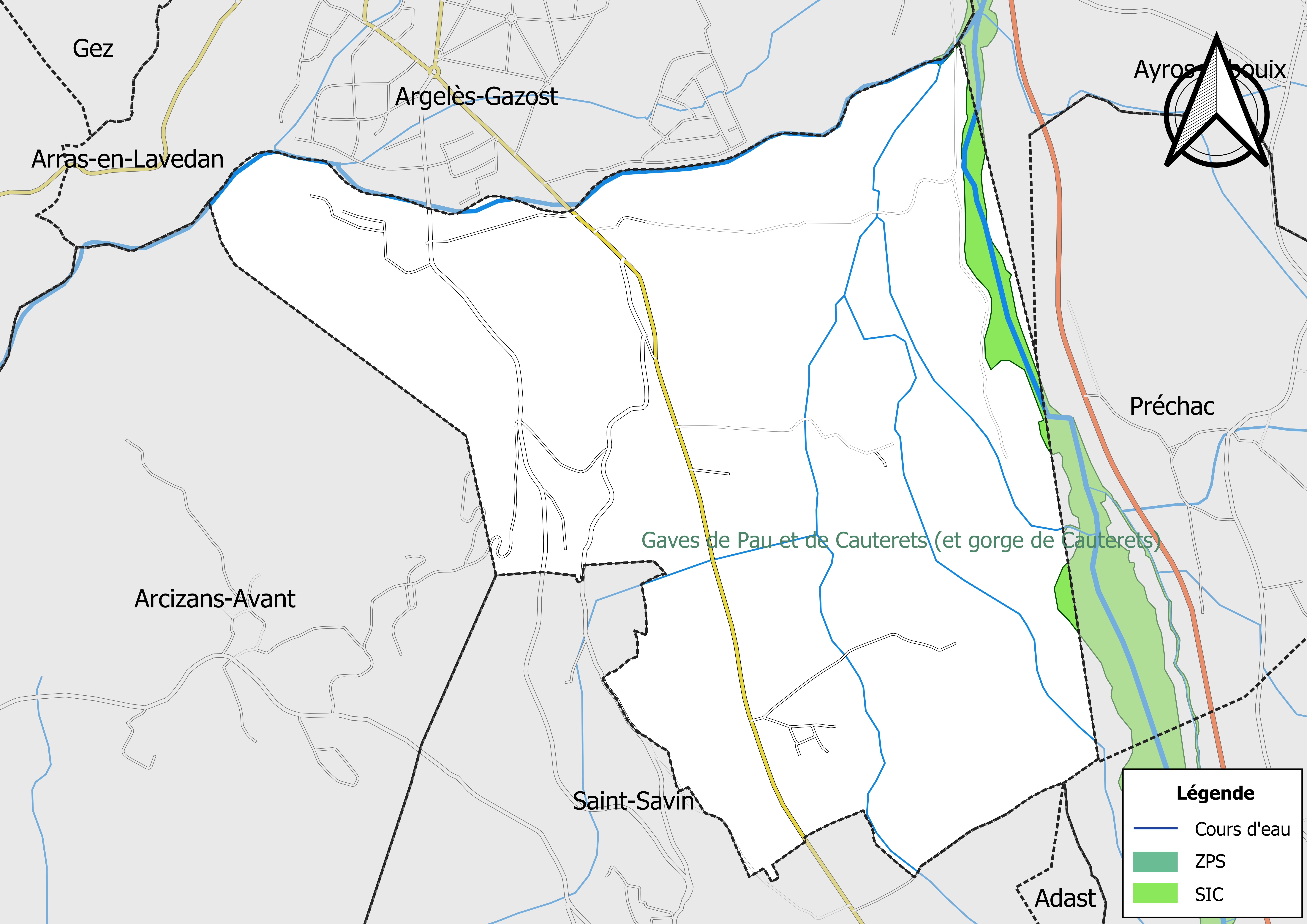
Site Natura 2000 sur le territoire communal.

Le réseau Natura 2000 est un réseau écologique européen de sites naturels d'intérêt écologique élaboré à partir des directives habitats et oiseaux, constitué de zones spéciales de conservation (ZSC) et de zones de protection spéciale (ZPS).
Un site Natura 2000 a été défini sur la commune au titre de la directive habitats : les « gaves de Pau et de Cauterets (et gorge de Cauterets) », d'une superficie de 482 ha, sont un site est localisé sur deux domaines biogéographiques : 42 % pour le domaine atlantique et 58 % pour le domaine alpin. Il sconstituent des réseaux linéaires sélectionnés pour leurs capacités d'accueil du saumon Salmo salar.

#### Zones naturelles d'intérêt écologique, faunistique et floristique
L’inventaire des zones naturelles d'intérêt écologique, faunistique et floristique (ZNIEFF) a pour objectif de réaliser une couverture des zones les plus intéressantes sur le plan écologique, essentiellement dans la perspective d’améliorer la connaissance du patrimoine naturel national et de fournir aux différents décideurs un outil d’aide à la prise en compte de l’environnement dans l’aménagement du territoire.
Deux ZNIEFF de type 1 sont recensées sur la commune :
le « Gave d'Azun, ruisseau du Bergons et Gave de Lourdes » (437 ha), couvrant 31 communes dont deux dans les Pyrénées-Atlantiques et 29 dans les Hautes-Pyrénées et 
les « massifs du Cabaliros et du Moun Né » (7 764 ha), couvrant 11 communes du département
et une ZNIEFF de type 2, : 
le « val d'Azun et haute vallée du Gave de Cauterets » (35 378 ha), couvrant 22 communes dont une dans les Pyrénées-Atlantiques et 21 dans les Hautes-Pyrénées.

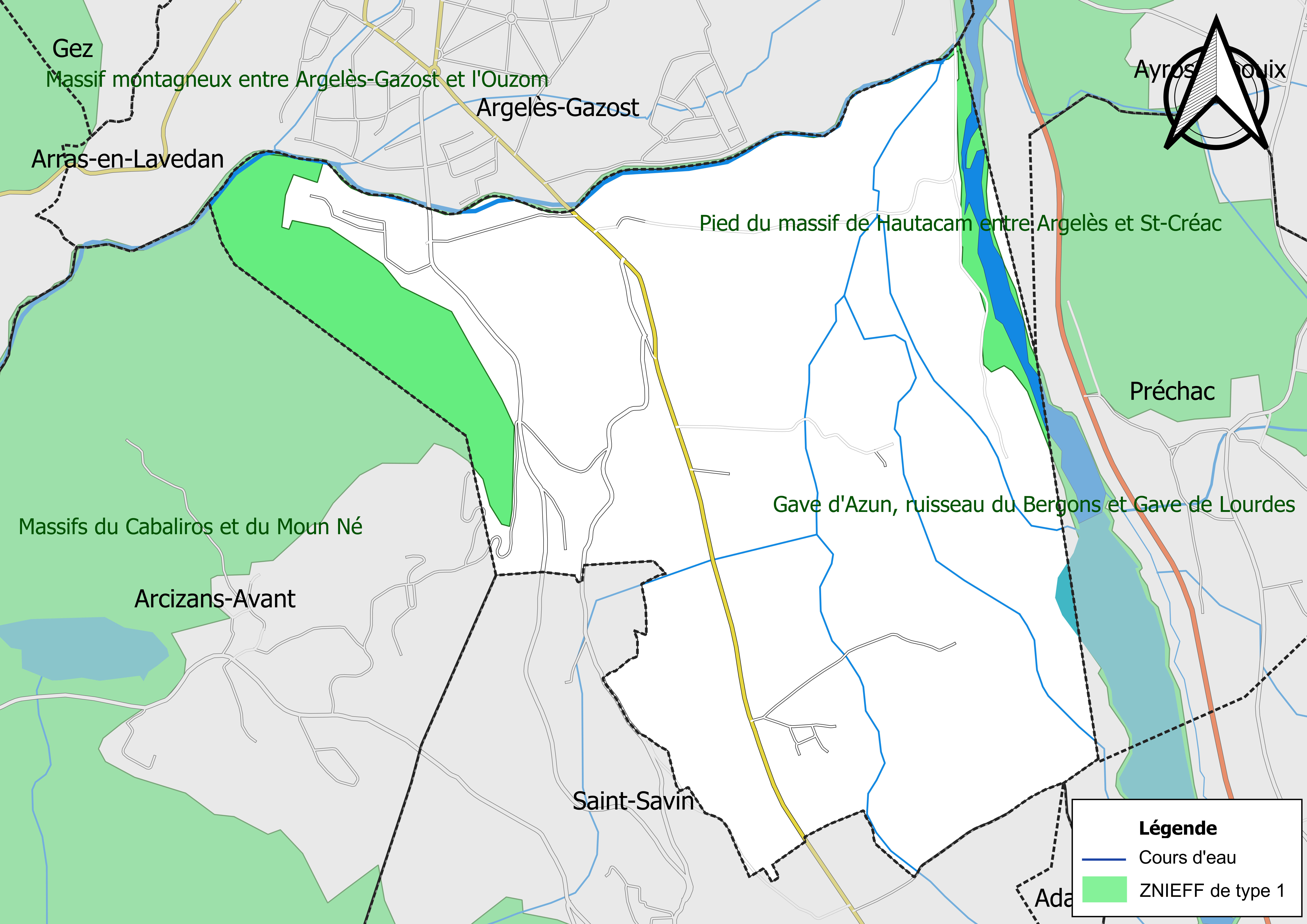
Carte des ZNIEFF de type 1 sur la commune.
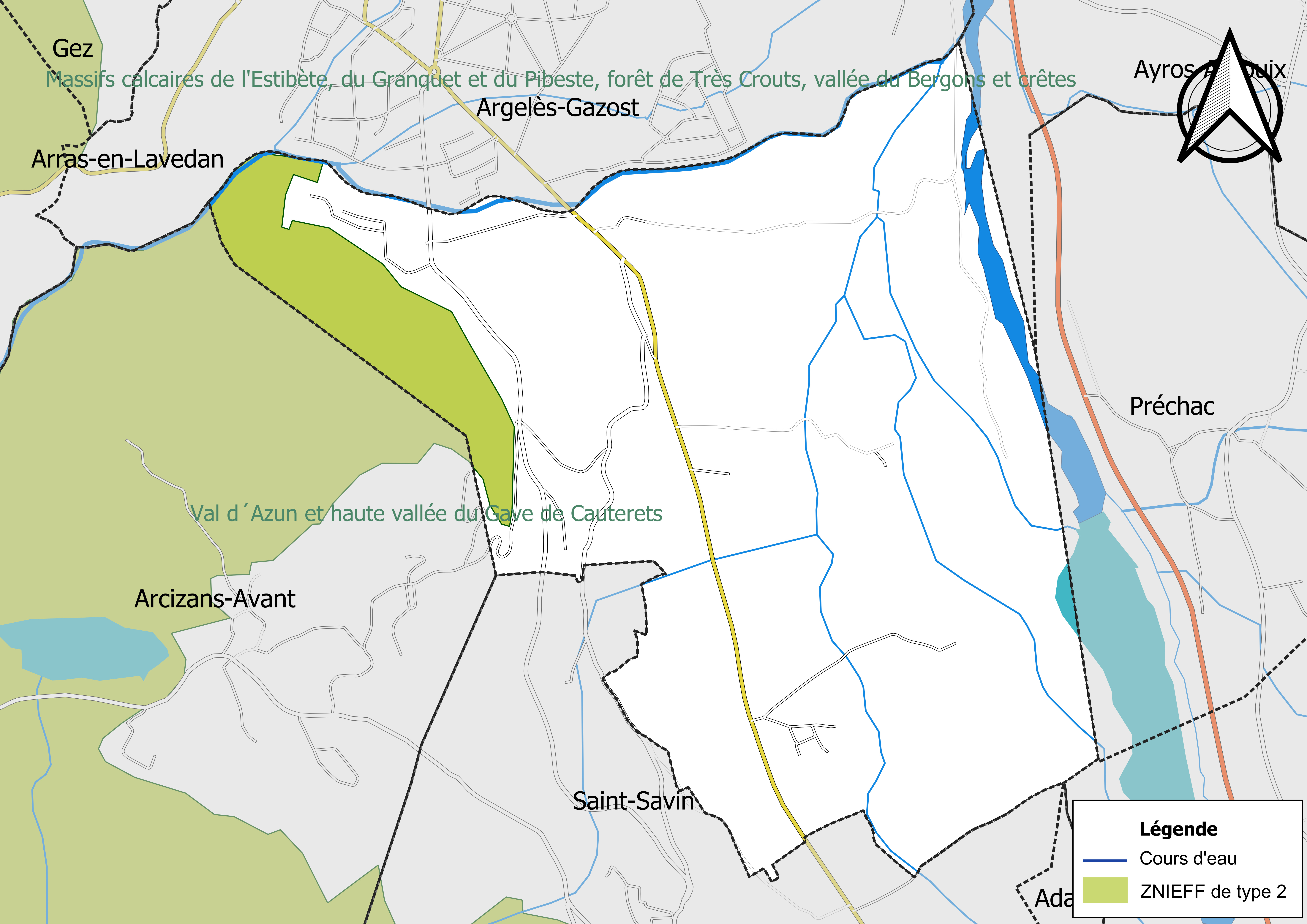
Carte de la ZNIEFF de type 2 sur la commune.

## Urbanisme

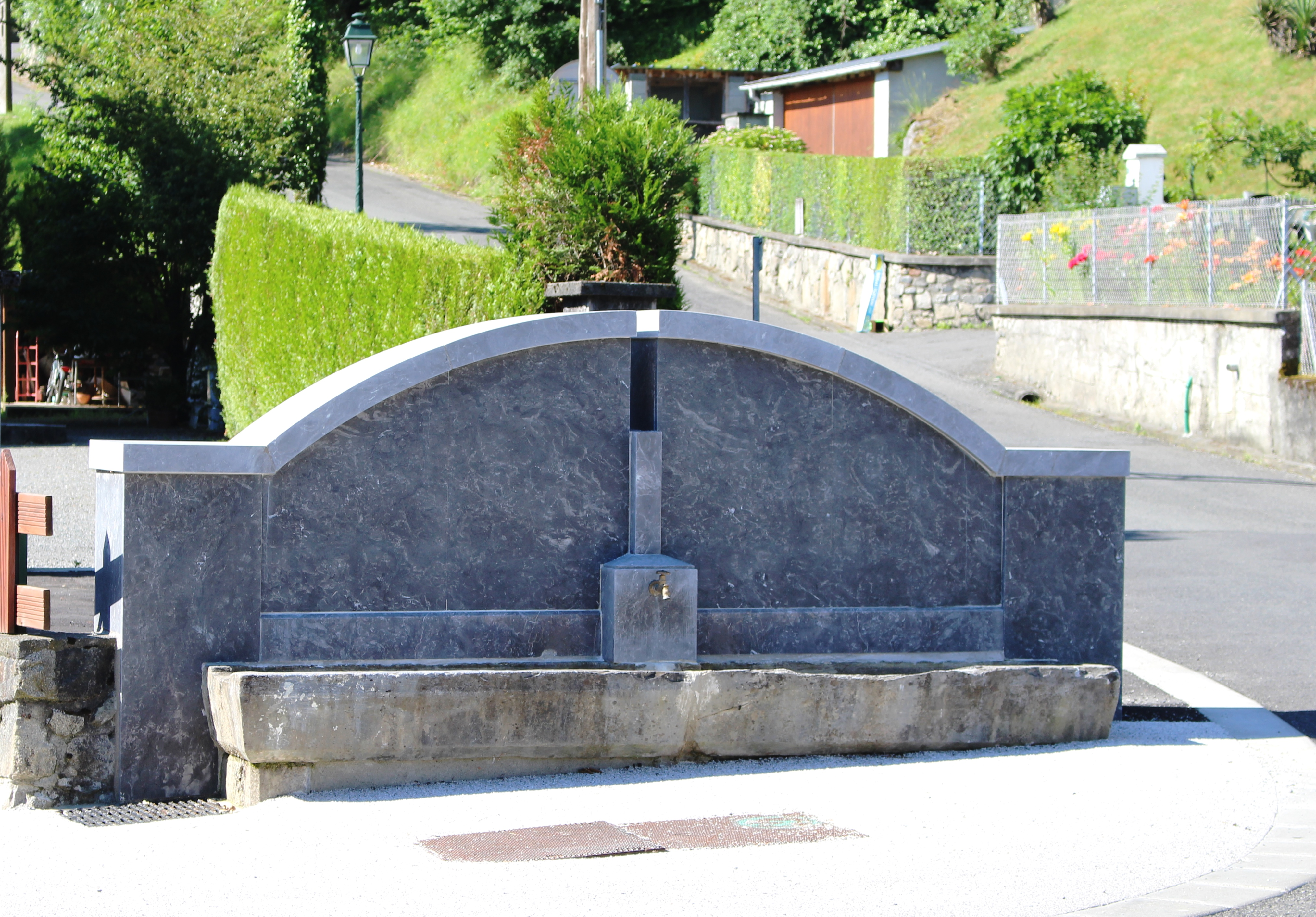
Une fontaine.

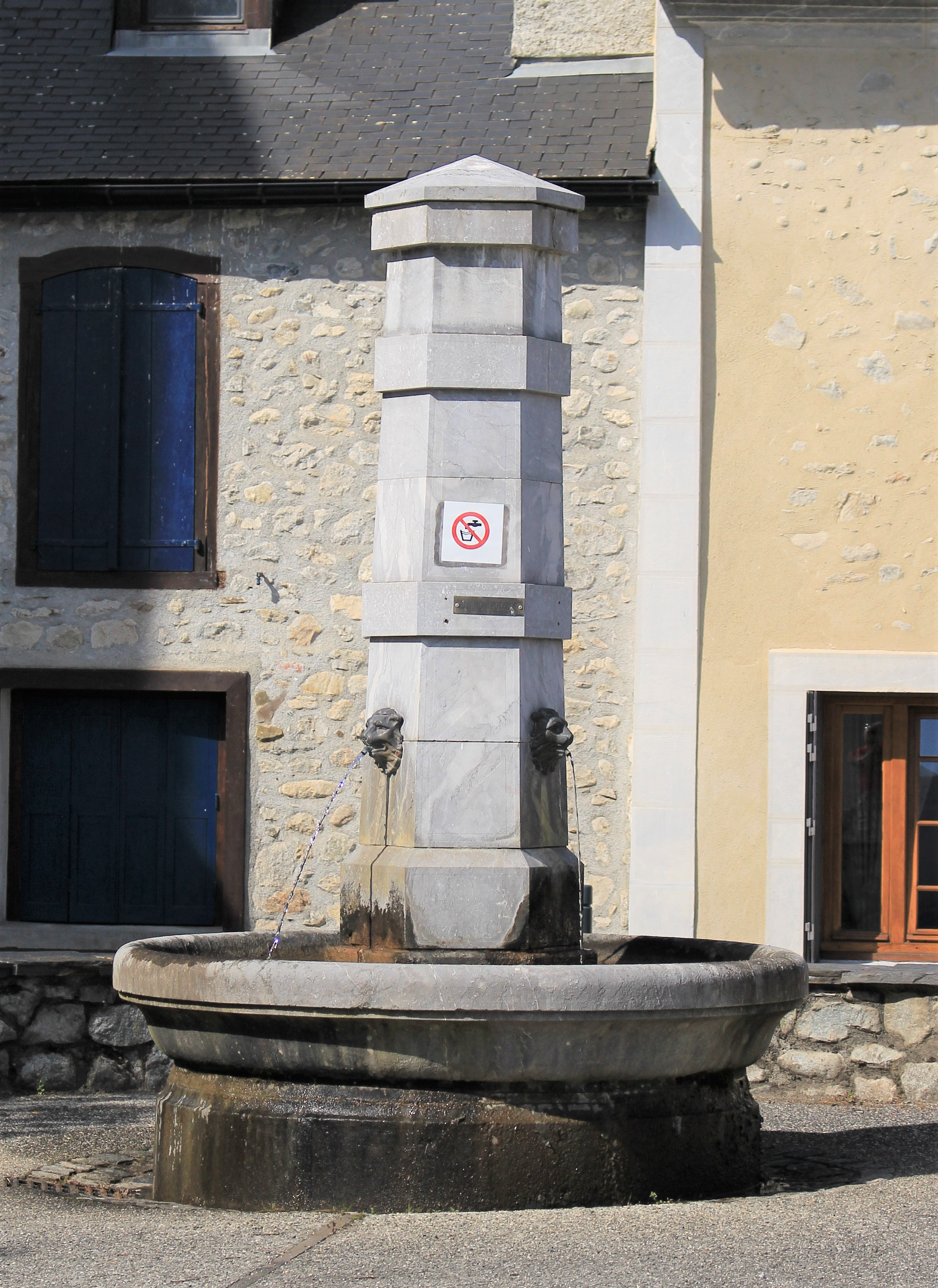

### Typologie
Au 1er janvier 2024, Lau-Balagnas est catégorisée bourg rural, selon la nouvelle grille communale de densité à sept niveaux définie par l'Insee en 2022.
Elle appartient à l'unité urbaine d'Argelès-Gazost, une agglomération intra-départementale regroupant treize  communes, dont elle est une commune de la banlieue,,. Par ailleurs la commune fait partie de l'aire d'attraction d'Argelès-Gazost, dont elle est une commune du pôle principal,. Cette aire, qui regroupe 19 communes, est catégorisée dans les aires de moins de 50 000 habitants,.

### Occupation des sols
L'occupation des sols de la commune, telle qu'elle ressort de la base de données européenne d’occupation biophysique des sols Corine Land Cover (CLC), est marquée par l'importance des territoires agricoles (47,9 % en 2018), en diminution par rapport à 1990 (56,9 %). La répartition détaillée en 2018 est la suivante : 
zones agricoles hétérogènes (35,3 %), forêts (24,7 %), zones urbanisées (22,6 %), prairies (12,6 %), zones industrielles ou commerciales et réseaux de communication (4,8 %).
L'IGN met par ailleurs à disposition un outil en ligne permettant de comparer l’évolution dans le temps de l’occupation des sols de la commune (ou de territoires à des échelles différentes). Plusieurs époques sont accessibles sous forme de cartes ou photos aériennes : la carte de Cassini (XVIIIe siècle), la carte d'état-major (1820-1866) et la période actuelle (1950 à aujourd'hui).

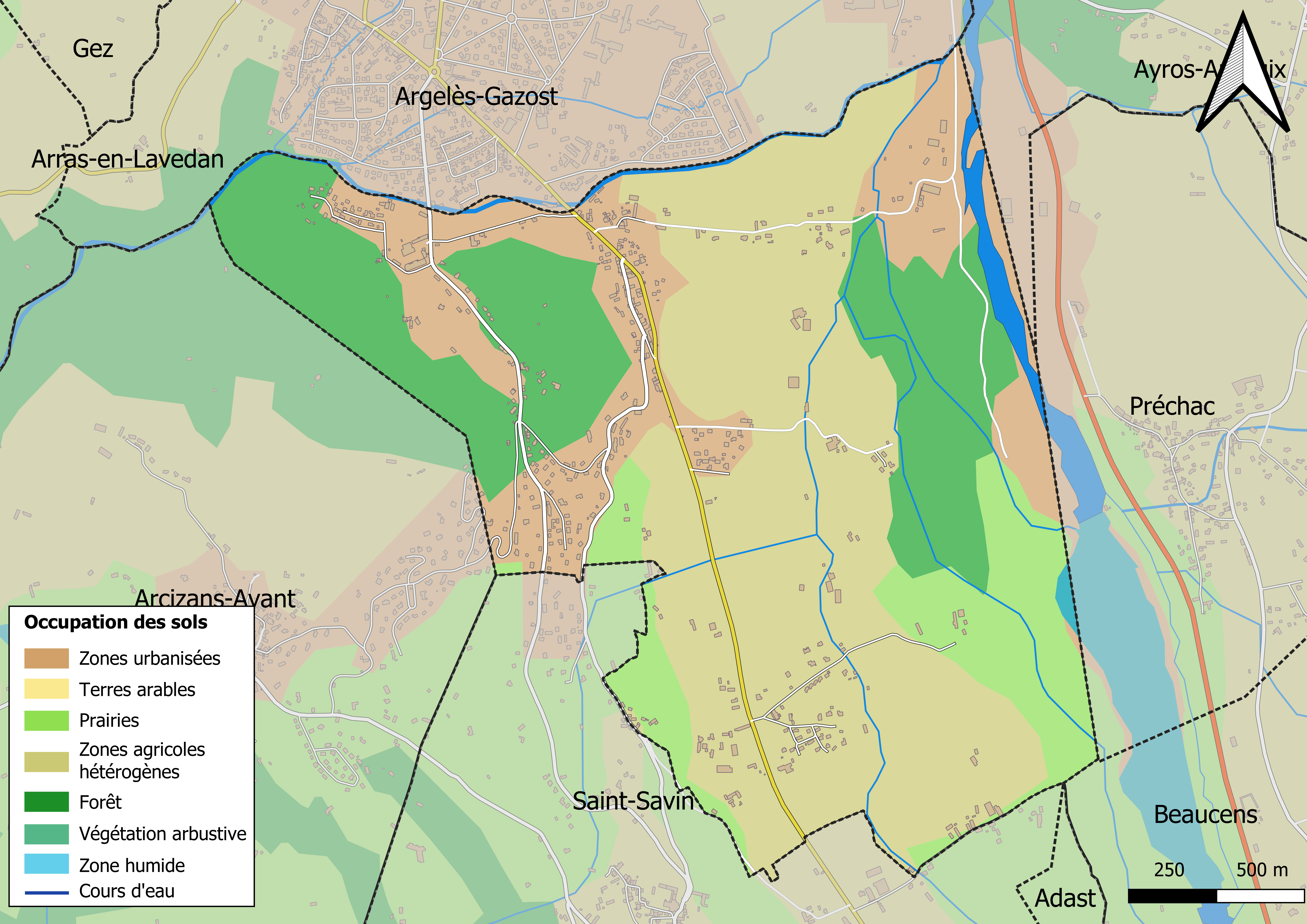
Carte des infrastructures et de l'occupation des sols en 2018 (CLC) de la commune.
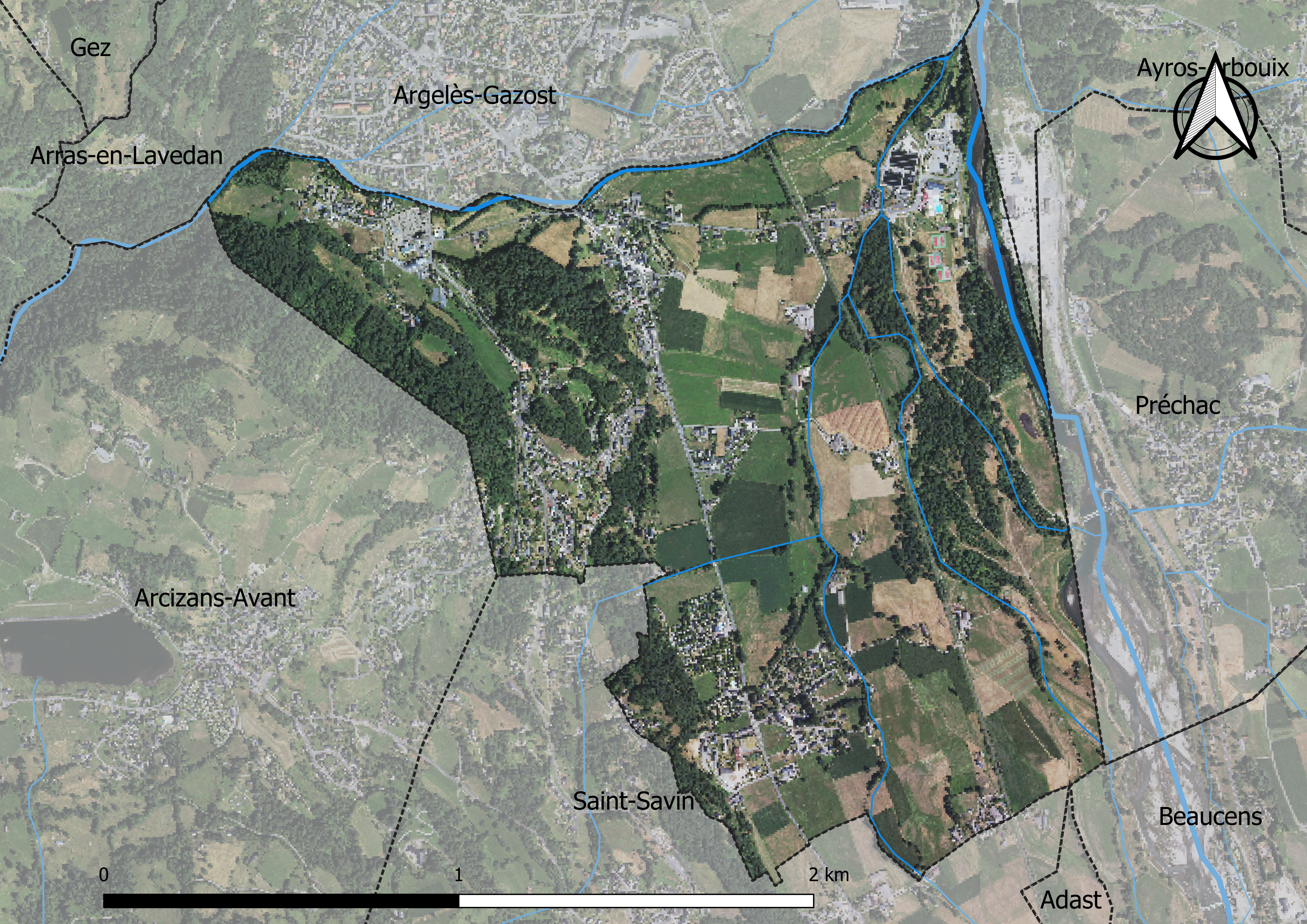
Carte orthophotogrammétrique de la commune.

### Voies de communication et transports
Cette commune est desservie par les routes départementales D 921 (ancienne N 21), D 101 et D 102

### Risques majeurs
Le territoire de la commune de Lau-Balagnas est vulnérable à différents aléas naturels : météorologiques (tempête, orage, neige, grand froid, canicule ou sécheresse), inondations, feux de forêts, mouvements de terrains et séisme (sismicité moyenne). Il est également exposé à un risque technologique,  le transport de matières dangereuses, et à un risque particulier : le risque de radon. Un site publié par le BRGM permet d'évaluer simplement et rapidement les risques d'un bien localisé soit par son adresse soit par le numéro de sa parcelle.

#### Risques naturels
Certaines parties du territoire communal sont susceptibles d’être affectées par le risque d’inondation par débordement de cours d'eau, notamment le gave de Pau et le gave d'Azun. La cartographie des zones inondables en ex-Midi-Pyrénées réalisée dans le cadre du XIe Contrat de plan État-région, visant à informer les citoyens et les décideurs sur le risque d’inondation, est accessible sur le site de la DREAL Occitanie. La commune a été reconnue en état de catastrophe naturelle au titre des dommages causés par les inondations et coulées de boue survenues en 1982, 1999, 2009, 2012, 2013, 2018 et 2022,.
Lau-Balagnas est exposée au risque de feu de forêt. Un plan départemental de protection des forêts contre les incendies a été approuvé par arrêté préfectoral le 21 avril 2020 pour la période 2020-2029. Le précédent couvrait la période 2007-2017. L’emploi du feu est régi par deux types de réglementations. D’abord le code forestier et l’arrêté préfectoral du 27 octobre 2014, qui réglementent l’emploi du feu à moins de 200 m des espaces naturels combustibles sur l’ensemble du département. Ensuite celle établie dans le cadre de la lutte contre la pollution de l’air, qui interdit le brûlage des déchets verts des particuliers. L’écobuage est quant à lui réglementé dans le cadre de commissions locales d’écobuage (CLE).

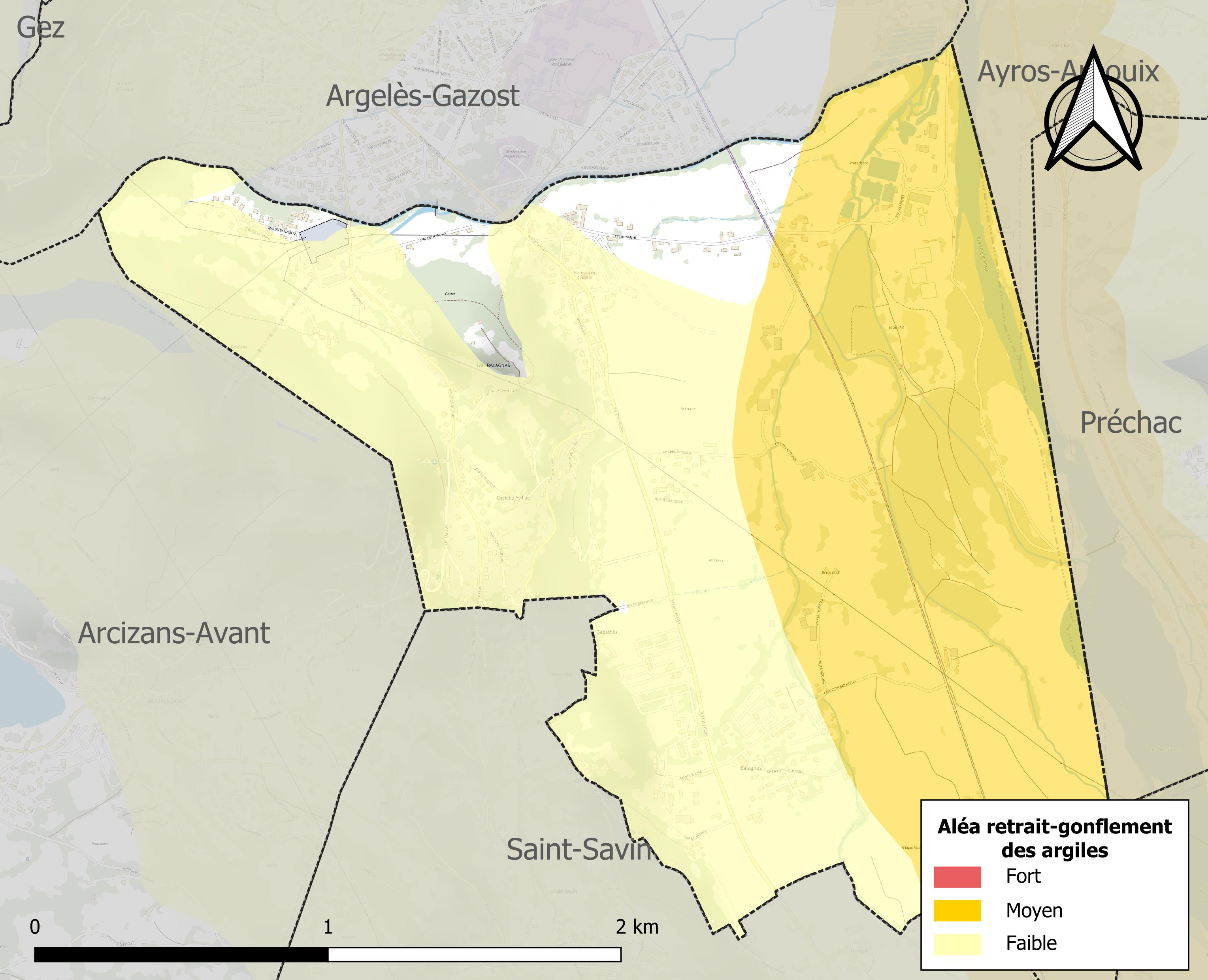
Carte des zones d'aléa retrait-gonflement des sols argileux de Lau-Balagnas.

Les mouvements de terrains susceptibles de se produire sur la commune sont des mouvements de sols liés à la présence d'argile et des tassements différentiels.
Le retrait-gonflement des sols argileux est susceptible d'engendrer des dommages importants aux bâtiments en cas d’alternance de périodes de sécheresse et de pluie. 41,8 % de la superficie communale est en aléa moyen ou fort (44,5 % au niveau départemental et 48,5 % au niveau national). Sur les 214 bâtiments dénombrés sur la commune en 2019, 20 sont en aléa moyen ou fort, soit 9 %, à comparer aux 75 % au niveau départemental et 54 % au niveau national. Une cartographie de l'exposition du territoire national au retrait gonflement des sols argileux est disponible sur le site du BRGM,.
Par ailleurs, afin de mieux appréhender le risque d’affaissement de terrain, l'inventaire national des cavités souterraines permet de localiser celles situées sur la commune.
Concernant les mouvements de terrains, la commune a été reconnue en état de catastrophe naturelle au titre des dommages causés par des mouvements de terrain en 1999 et 2013.

#### Risque technologique
Le risque de transport de matières dangereuses sur la commune est lié à sa traversée par une route à fort trafic et une canalisation de transport d'hydrocarbures. Un accident se produisant sur de telles infrastructures est susceptible d’avoir des effets graves sur les biens, les personnes ou l'environnement, selon la nature du matériau transporté. Des dispositions d’urbanisme peuvent être préconisées en conséquence.

#### Risque particulier
Dans plusieurs parties du territoire national, le radon, accumulé dans certains logements ou autres locaux, peut constituer une source significative d’exposition de la population aux rayonnements ionisants. Certaines communes du département sont concernées par le risque radon à un niveau plus ou moins élevé. Selon la classification de 2018, la commune de Lau-Balagnas est classée en zone 2, à savoir zone à potentiel radon faible mais sur lesquelles des facteurs géologiques particuliers peuvent faciliter le transfert du radon vers les bâtiments.

## Toponymie

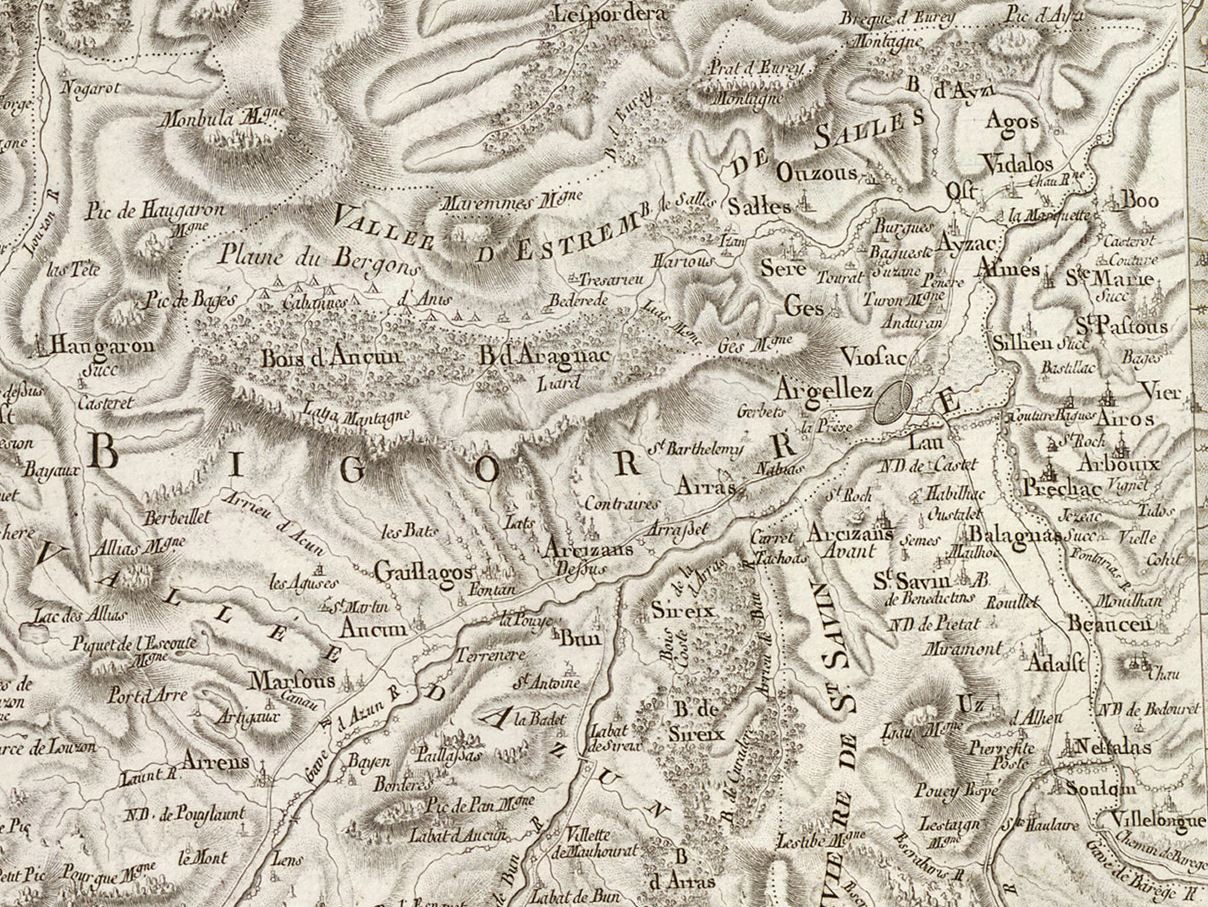
Extrait de la carte de Cassini (entre 1756 et 1789) situant Lau-Balagnas au sud d'Argelès-Gazost.

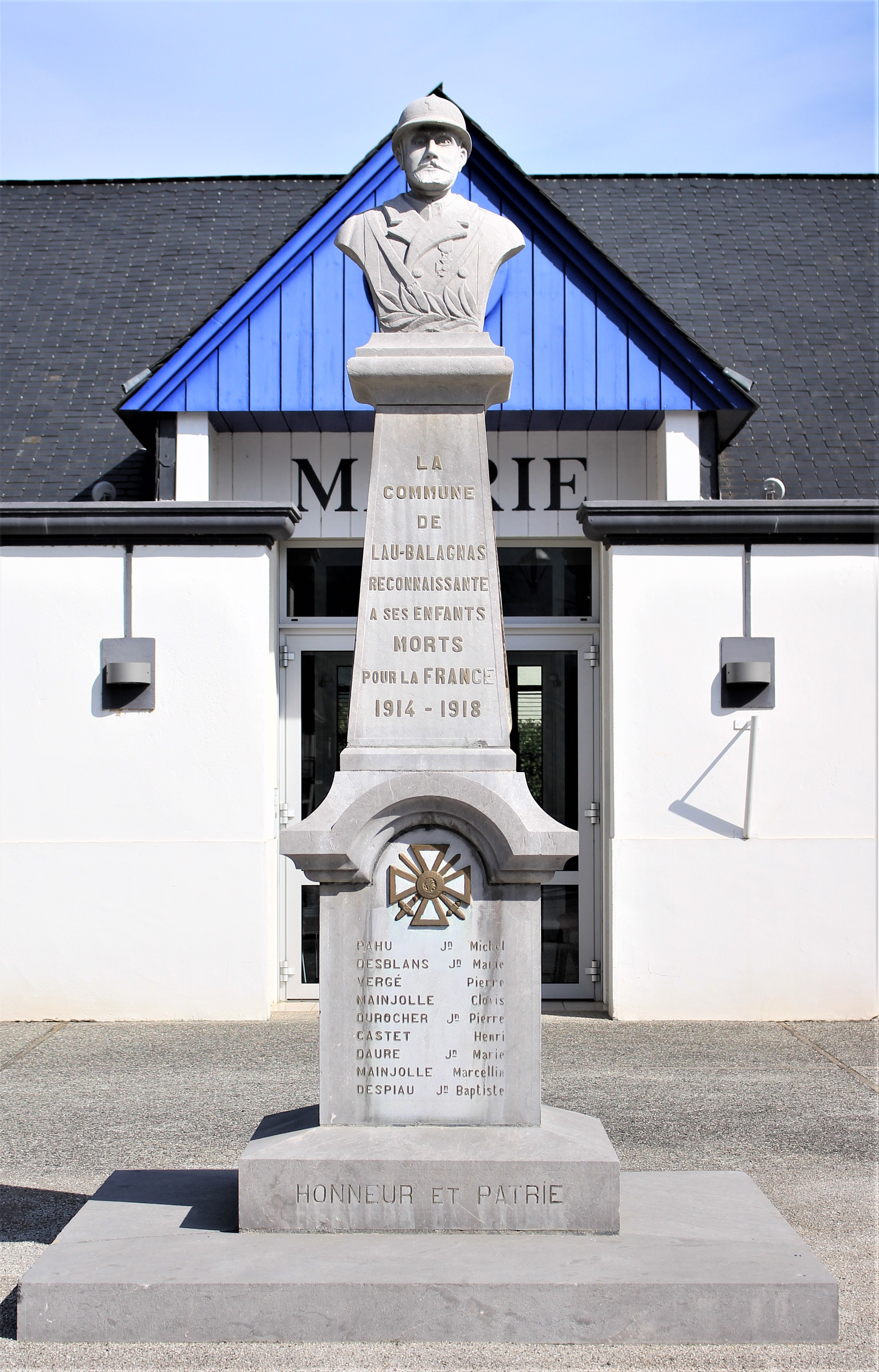
Le monument aux morts municipal.

On trouvera les principales informations dans le Dictionnaire toponymique des communes des Hautes-Pyrénées de Michel Grosclaude et Jean-François Le Nail qui rapporte les dénominations historiques des villages :

### Lau
Dénominations historiques :
- Lau (v. 1035, cartulaire de Saint-Savin ; v. 1085, ibid.) ;
- Laur (v. 1150, ibid. ; 1285, montre Bigorre ; 1313, Debita regi Navarre) ;
- de Lauro, latin (1342, pouillé de Tarbes ; 1379, procuration Tarbes) ;
- Lau (1429, censier de Bigorre) ;
- Lau (fin XVIIIe siècle, carte de Cassini).

En occitan, lau, laus (prononcé láous) signifie lac, amas d'eau. Lau, en gascon, ne 
signifie pas « lac », mais « éboulement, avalanche de terre ».

### Balagnas
Dénominations historiques :
- Balaias (1036, cartulaire Saint-Savin ; v. 1085, ibid. ; 1105, ibid. ; etc.) ;
- Balagnas, Balanhas (XIIe siècle, cartulaires Bigorre) ;
- Arnaldus de Balanians, latin et gascon (1131-1134, cartulaire Saint-Savin) ;
- Baleignans (1168, bulle d'Alexandre III) ;
- Vitale de Balayes, latin et gascon (v. 1180, cartulaire Saint-Savin) ;
- de Balanhanis, latin (1379, procuration Tarbes) ;
- Balanhaas, Balanhas (1429, censier de Bigorre) ;
- Balagnas (fin XVIIIe siècle, carte de Cassini).

Étymologie : très probablement prénom latin Balanius + anos (= les domaines de Balanius).
Nom occitan : Balanhans.

## Histoire
La commune de Lau-Balagnas est issue de la fusion en 1846 des anciennes communes de Balagnas et de Lau.

## Politique et administration

### Liste des maires

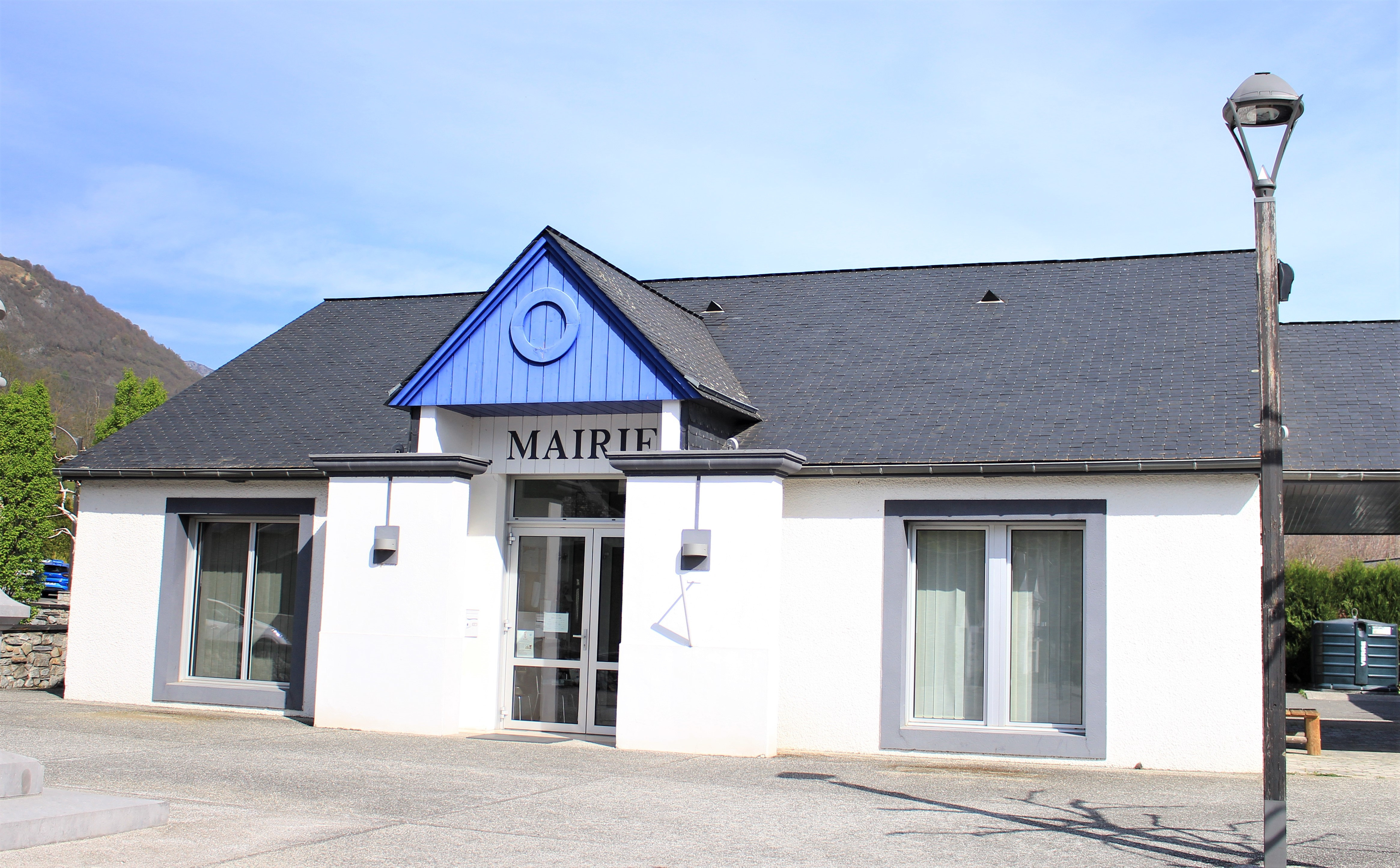
La mairie en 2023.

| Période                                  | Période         | Identité        | Étiquette | Qualité                                     |
| ---------------------------------------- | --------------- | --------------- | --------- | ------------------------------------------- |
| Les données manquantes sont à compléter. |                 |                 |           |                                             |
| mars 2001                                | 24 octobre 2017 | Maryse Carrère  | PRG       | Sénatrice des Hautes-Pyrénées (depuis 2017) |
| 27 octobre 2017                          | En cours        | Henri Bareilles | SE        |                                             |

### Rattachements administratifs et électoraux

#### Aire urbaine
Lau-Balagnas fait partie de la Communauté de communes Pyrénées Vallées des Gaves, créée en janvier 2017, qui réunit 46 communes.

#### Intercommunalité
Elle appartient selon l'INSEE à la banlieue de l'unité urbaine d'Argelès-Gazost, petite agglomération d'environ 7 000 habitants.

Sélection de vues des équipements municipaux
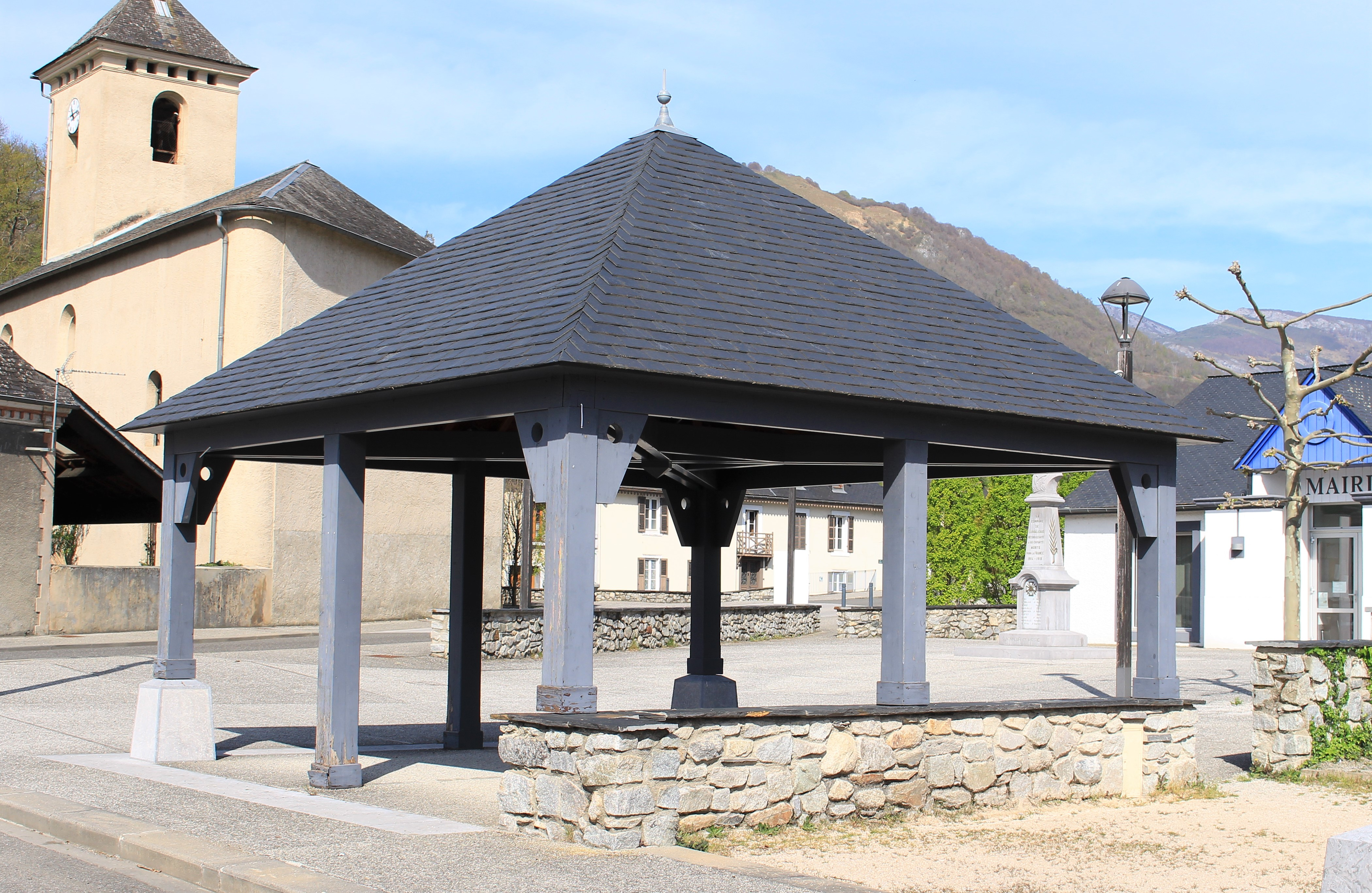
La halle.
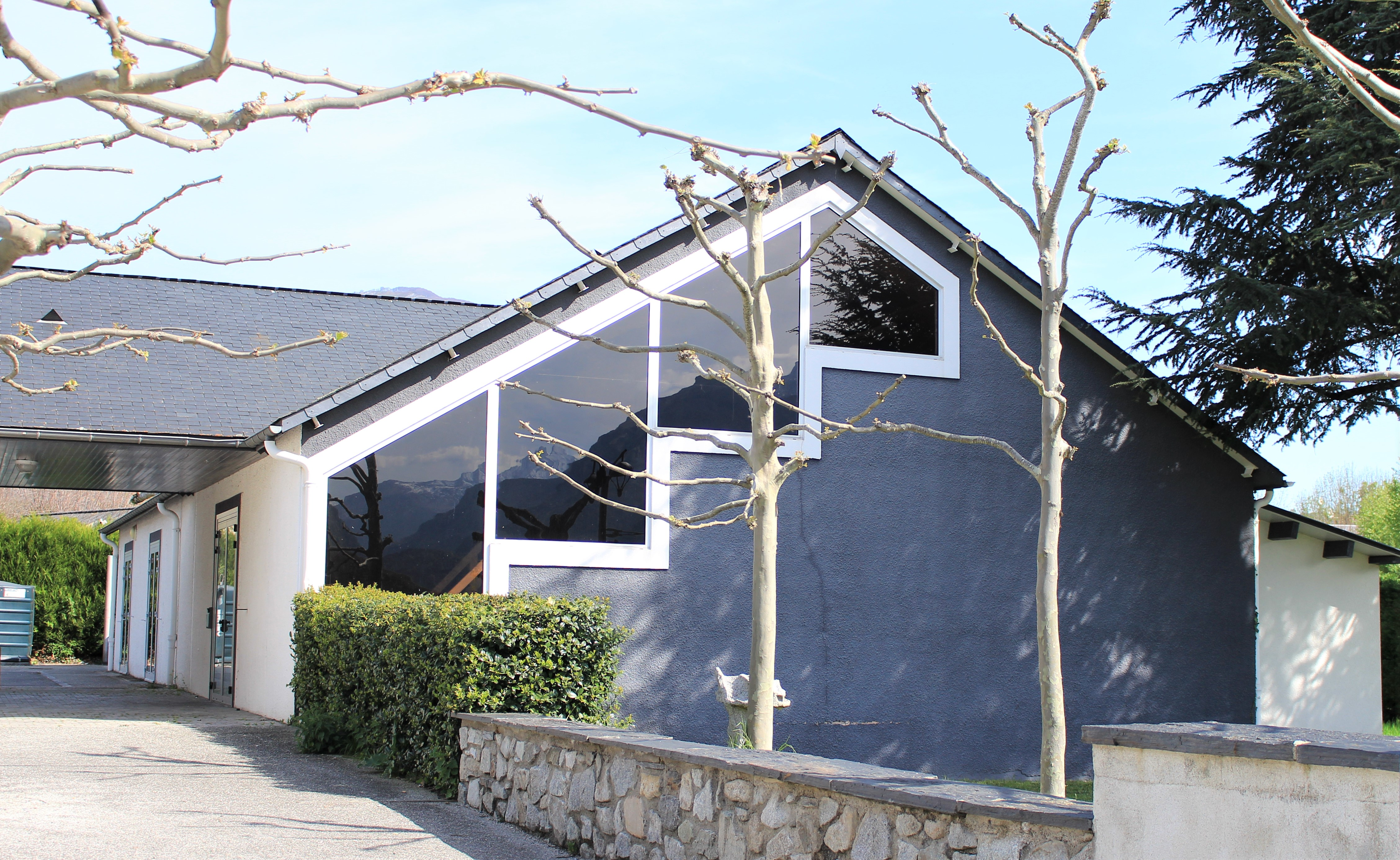
Le foyer rural.

## Population et société

### Démographie de Balagnas
Jusqu'en 1846, les communes de Balagnas et de Lau étaient indépendantes.
| 1793 | 1800 | 1806 | 1821 |
| ---- | ---- | ---- | ---- |
| 75   | 74   | 82   | 111  |

| 1831 | 1836 | 1841 | 1846 |
| ---- | ---- | ---- | ---- |
| 119  | 132  | 135  | 134  |

### Démographie de Lau, puis de Lau-Balagnas
L'évolution du nombre d'habitants est connue à travers les recensements de la population effectués dans la commune depuis 1793. Pour les communes de moins de 10 000 habitants, une enquête de recensement portant sur toute la population est réalisée tous les cinq ans, les populations de référence des années intermédiaires étant quant à elles estimées par interpolation ou extrapolation. Pour la commune, le premier recensement exhaustif entrant dans le cadre du nouveau dispositif a été réalisé en 2007.

En 2022, la commune comptait 508 habitants, en évolution de −2,5 % par rapport à 2016 (Hautes-Pyrénées : +1,59 %, France hors Mayotte : +2,11 %).
| 1793 | 1800 | 1806 | 1821 | 1831 | 1836 | 1841 | 1846 | 1851 |
| ---- | ---- | ---- | ---- | ---- | ---- | ---- | ---- | ---- |
| 212  | 227  | 245  | 210  | 268  | 289  | 273  | 284  | 371  |

| 1856 | 1861 | 1866 | 1872 | 1876 | 1881 | 1886 | 1891 | 1896 |
| ---- | ---- | ---- | ---- | ---- | ---- | ---- | ---- | ---- |
| 373  | 334  | 326  | 352  | 322  | 353  | 370  | 355  | 326  |

| 1901 | 1906 | 1911 | 1921 | 1926 | 1931 | 1936 | 1946 | 1954 |
| ---- | ---- | ---- | ---- | ---- | ---- | ---- | ---- | ---- |
| 320  | 337  | 344  | 296  | 267  | 559  | 266  | 295  | 324  |

| 1962 | 1968 | 1975 | 1982 | 1990 | 1999 | 2006 | 2007 | 2012 |
| ---- | ---- | ---- | ---- | ---- | ---- | ---- | ---- | ---- |
| 443  | 524  | 607  | 565  | 519  | 483  | 489  | 490  | 503  |

| 2017 | 2022 | - | - | - | - | - | - | - |
| ---- | ---- | - | - | - | - | - | - | - |
| 524  | 508  | - | - | - | - | - | - | - |

Sélection de vues diverses
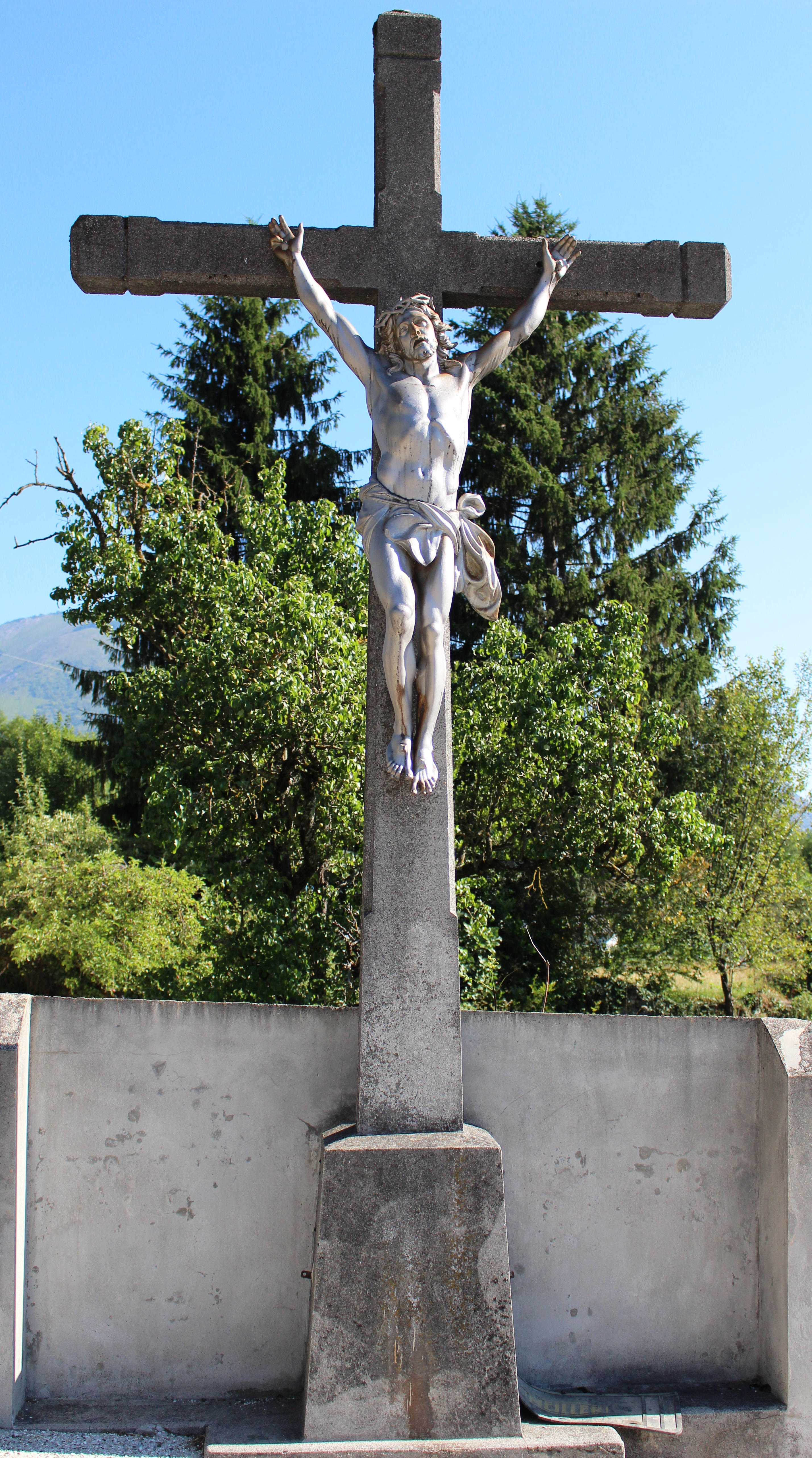
Une croix de Lau.
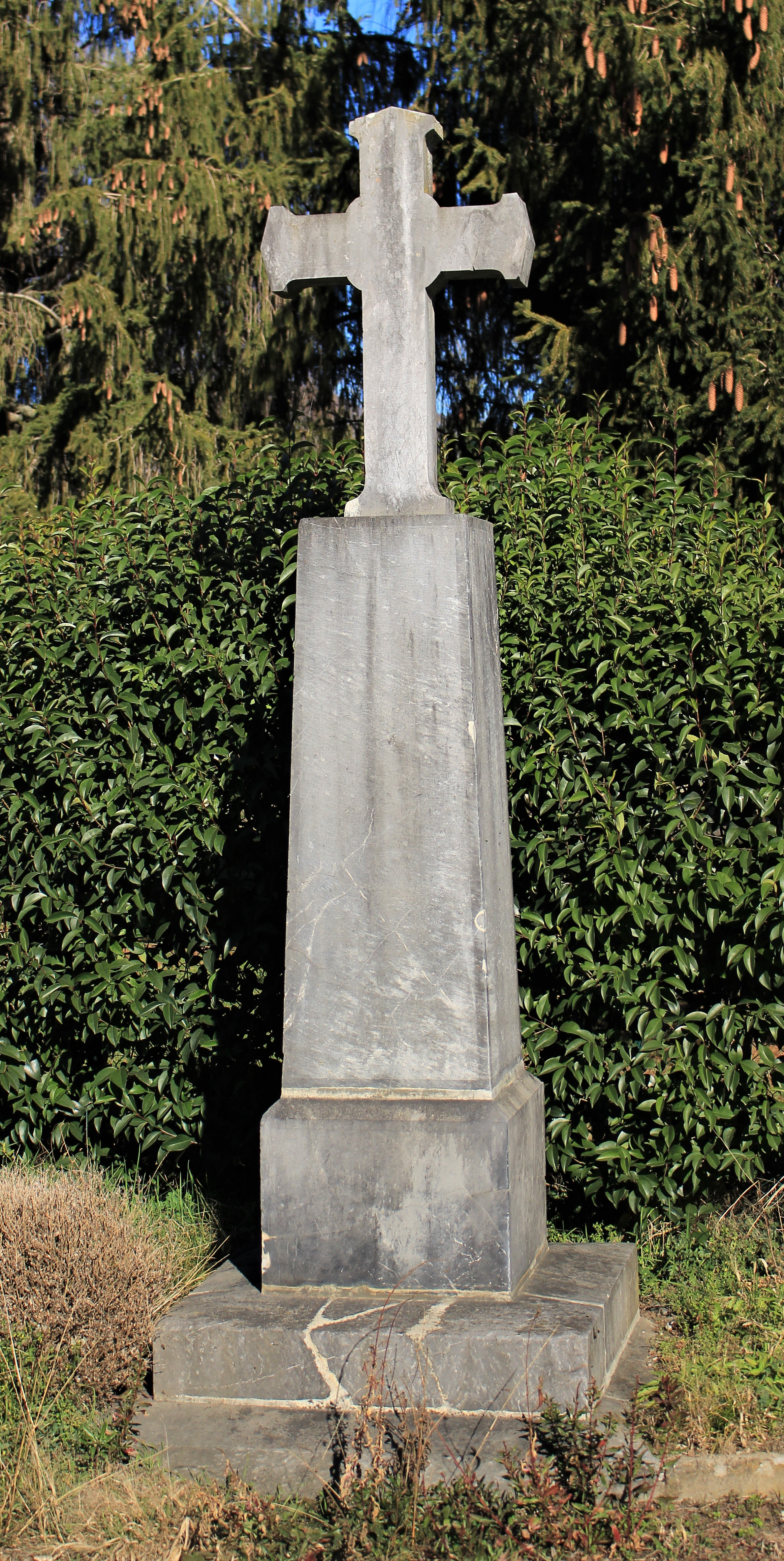
Une croix de Balagnas.
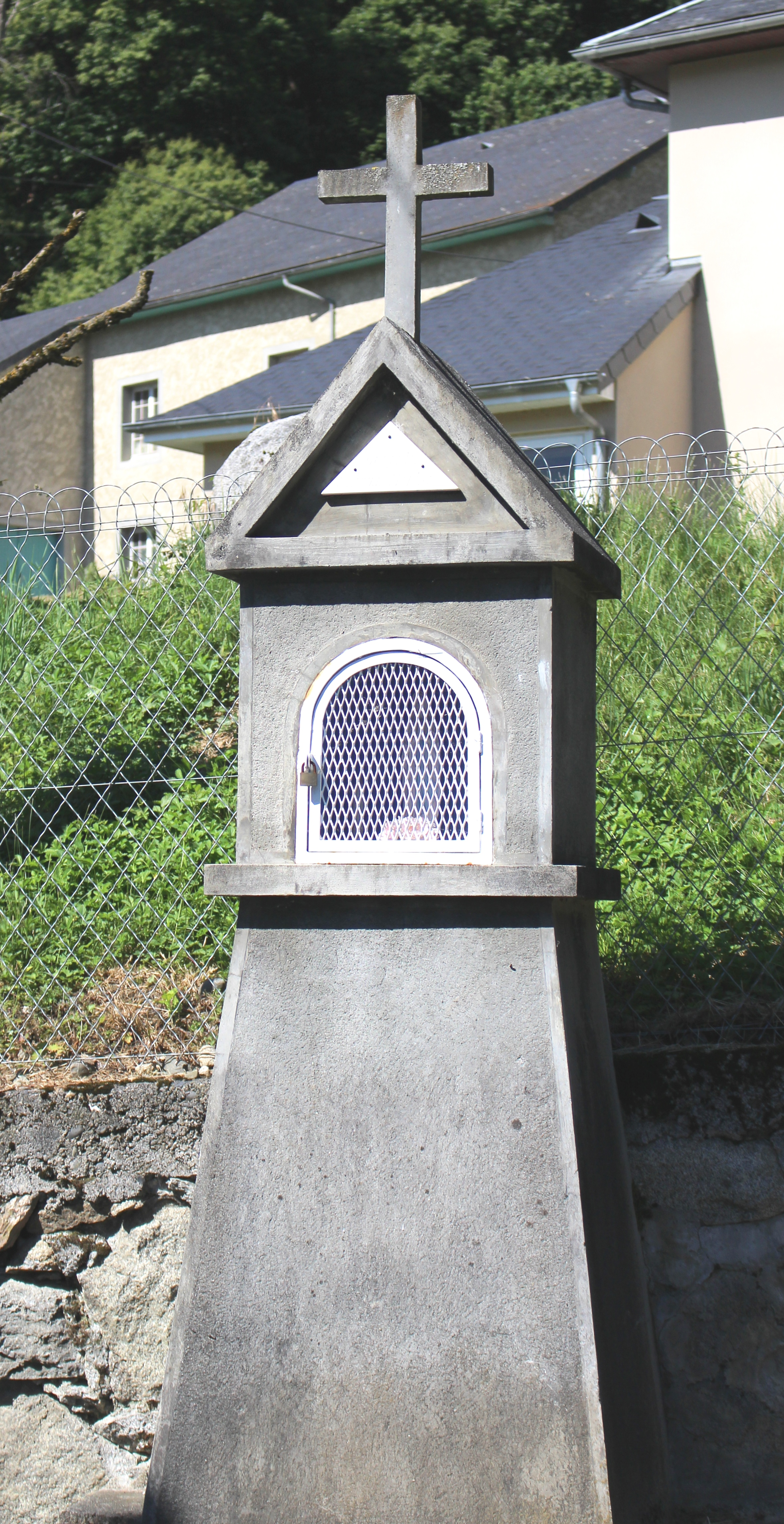
L'oratoire.

### Enseignement

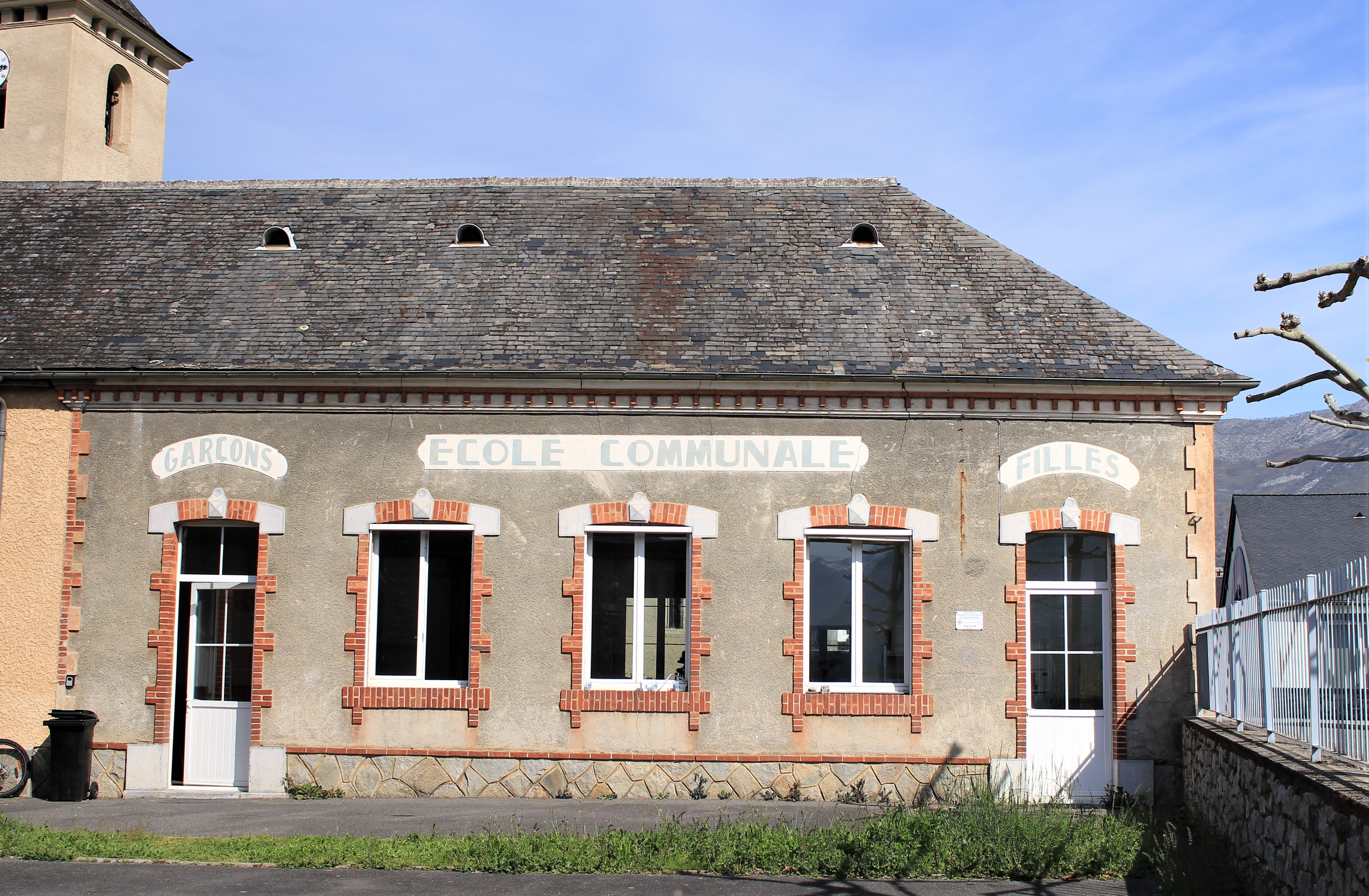
L'ancienne école en 2023.

La commune dépend de l'académie de Toulouse. Elle ne dispose plus d’école.

### Sports

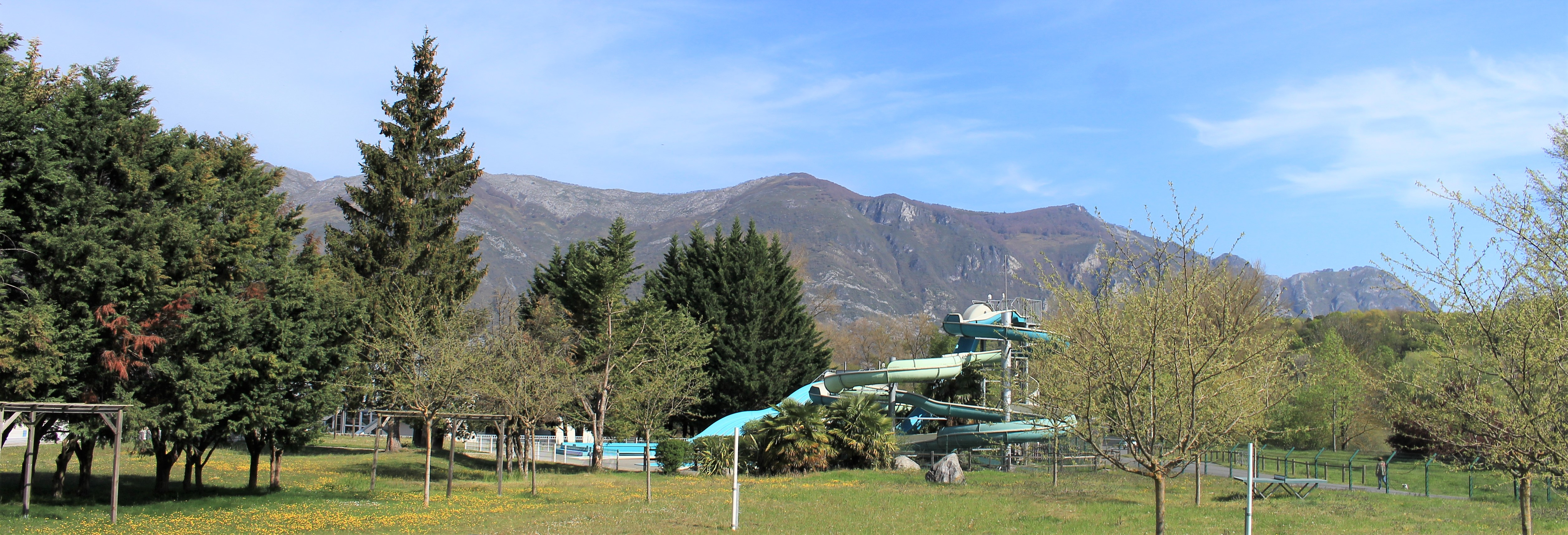
La piscine en 2023.

La commune est traversée par la voie verte des Gaves.

## Économie

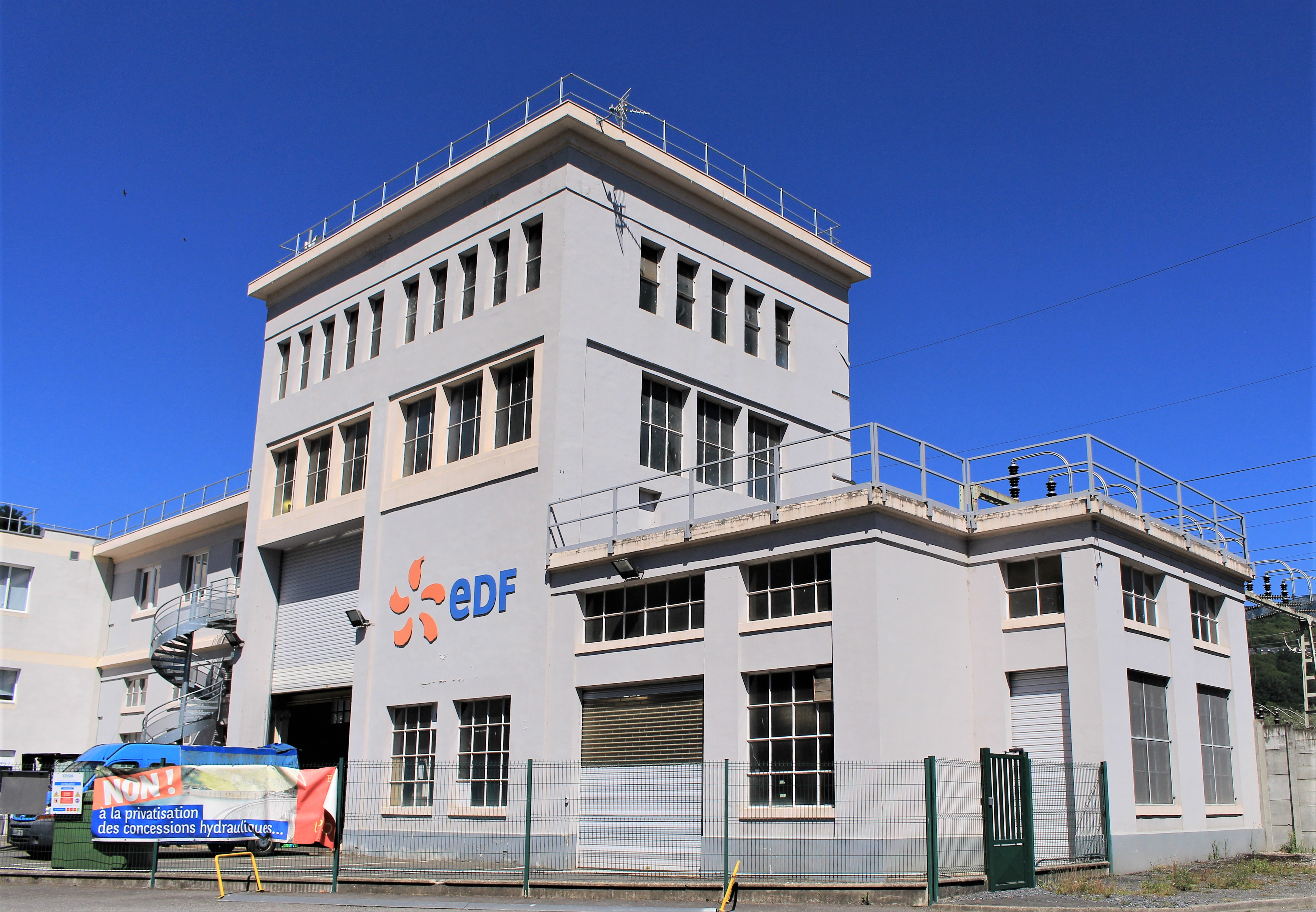
La centrale hydroélectrique de Lau-Balagnas

.

### Revenus
En 2018, la commune compte 255 ménages fiscaux, regroupant 546 personnes. La médiane du revenu disponible par unité de consommation est de 20 410 € (20 420 € dans le département).

### Emploi
|                | 2008  | 2013  | 2018  |
| -------------- | ----- | ----- | ----- |
| Commune        | 4,2 % | 4,7 % | 6,4 % |
| Département    | 7,7 % | 9,4 % | 9,8 % |
| France entière | 8,3 % | 10 %  | 10 %  |

En 2018, la population âgée de 15 à 64 ans s'élève à 278 personnes, parmi lesquelles on compte 71,5 % d'actifs (65,2 % ayant un emploi et 6,4 % de chômeurs) et 28,5 % d'inactifs,. Depuis 2008, le taux de chômage communal (au sens du recensement) des 15-64 ans est inférieur à celui de la France et du département.
La commune fait partie du pôle principal de l'aire d'attraction d'Argelès-Gazost,. Elle compte 157 emplois en 2018, contre 143 en 2013 et 156 en 2008. Le nombre d'actifs ayant un emploi résidant dans la commune est de 185, soit un indicateur de concentration d'emploi de 84,8 % et un taux d'activité parmi les 15 ans ou plus de 44,1 %.
Sur ces 185 actifs de 15 ans ou plus ayant un emploi, 46 travaillent dans la commune, soit 25 % des habitants. Pour se rendre au travail, 85,6 % des habitants utilisent un véhicule personnel ou de fonction à quatre roues, 1,6 % les transports en commun, 9,1 % s'y rendent en deux-roues, à vélo ou à pied et 3,8 % n'ont pas besoin de transport (travail au domicile).

## Culture locale et patrimoine

### Lieux et monuments
- Chapelle Sainte-Castère, seul témoin d'un village aujourd'hui disparu, Castet.
- Église de l'Assomption de Lau.
- Église Saint-Laurent de Balagnas.

Sélection de vues des églises.
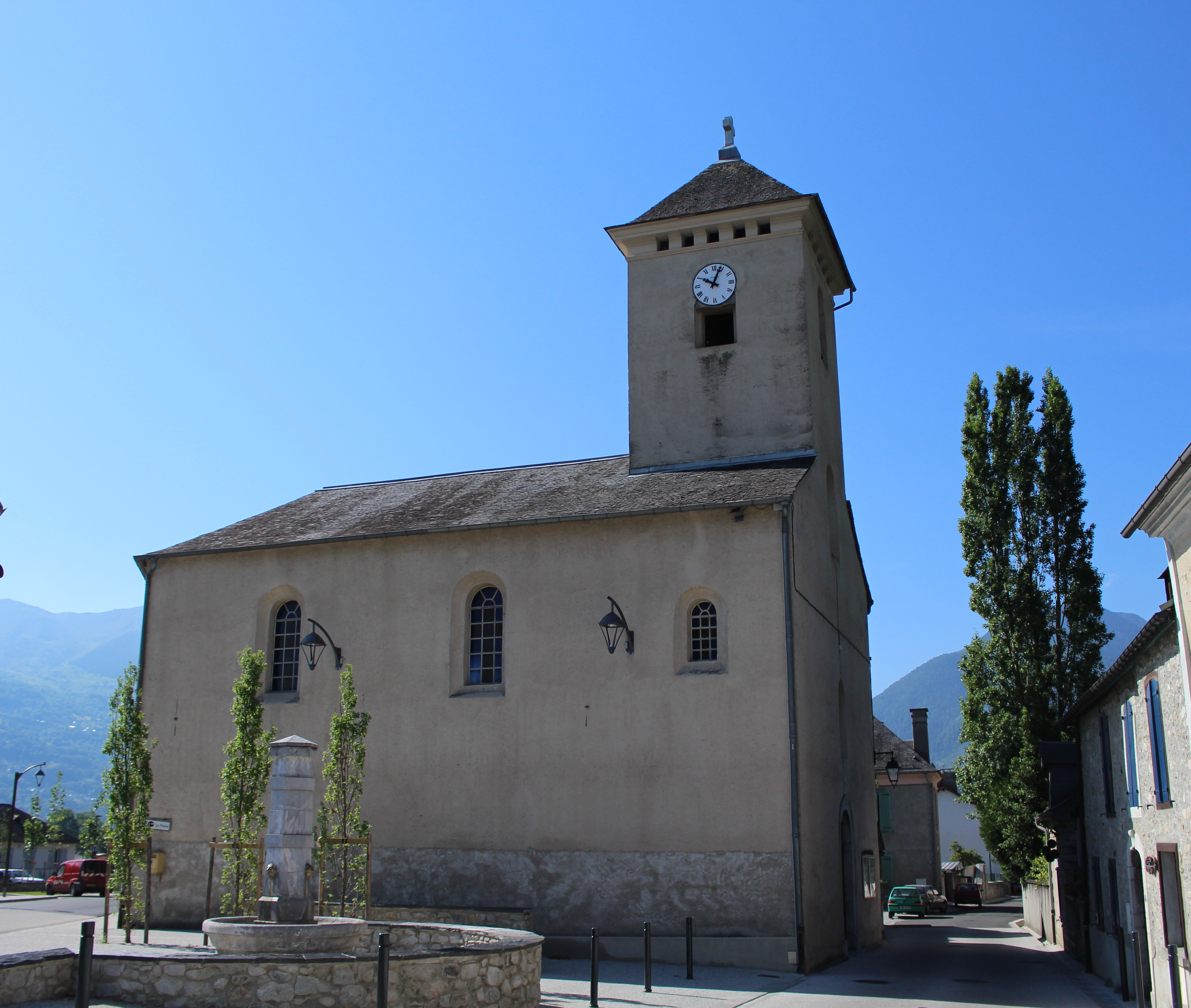
L'église de Lau.
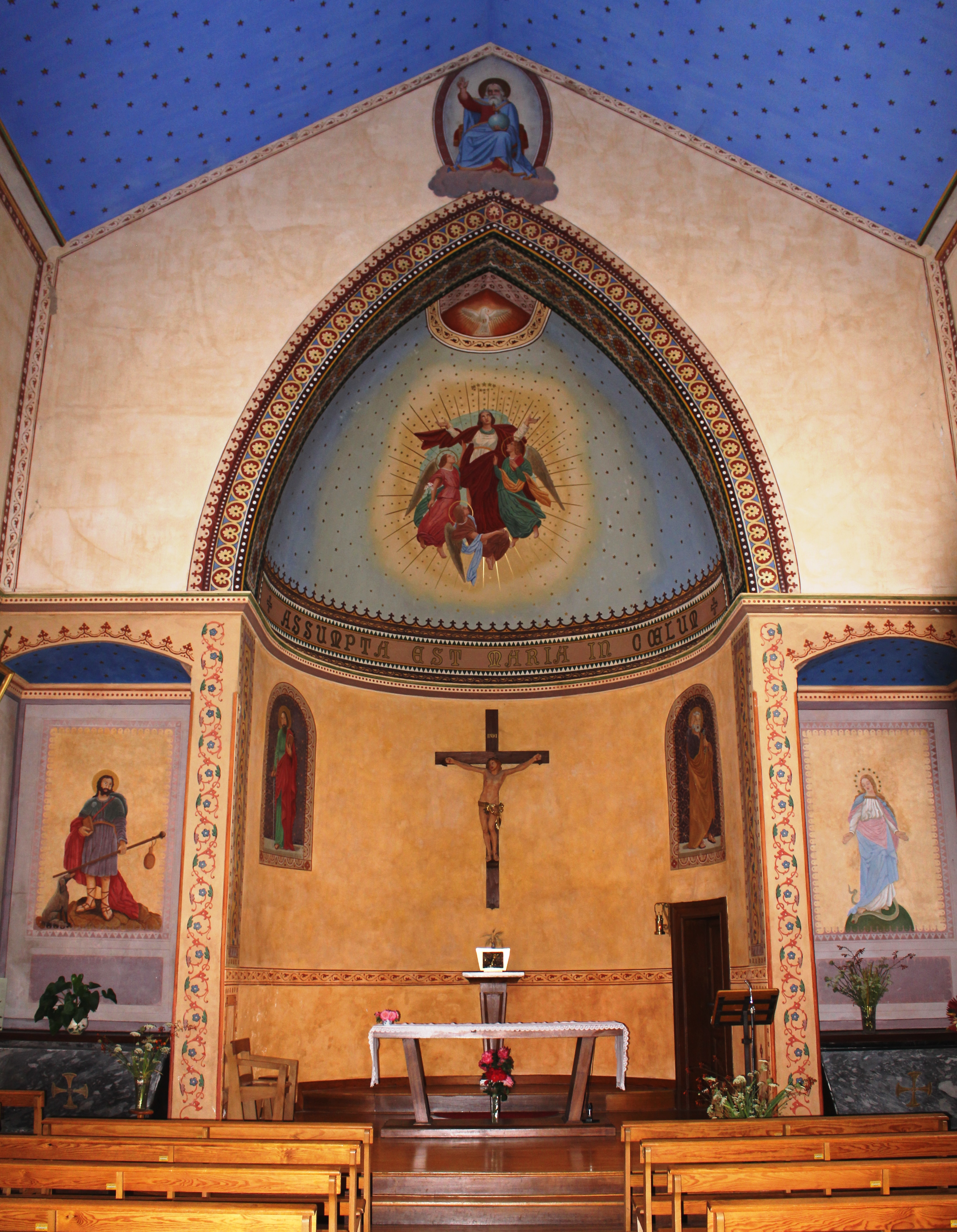
L'église de Lau.
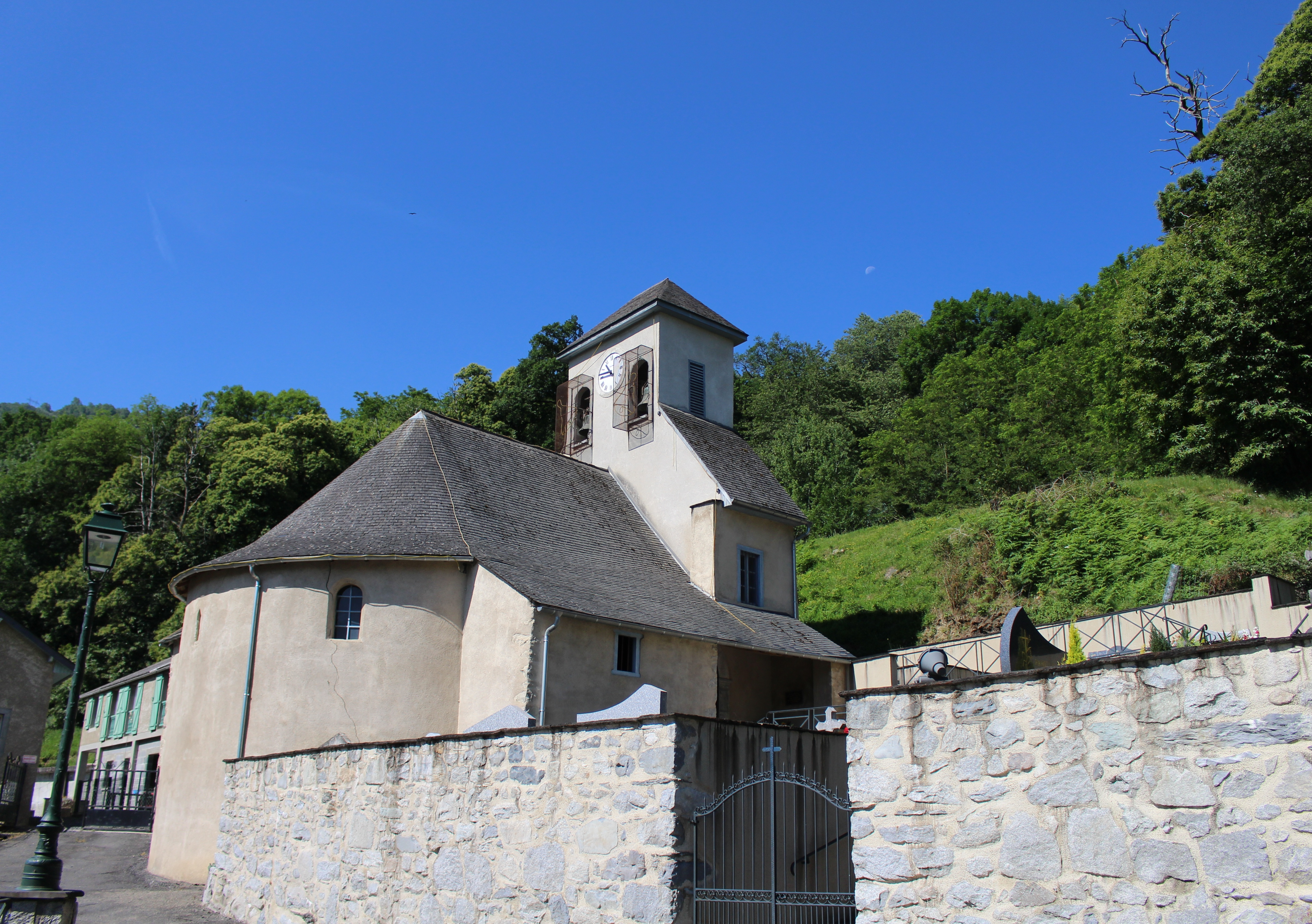
L'église de Balagnas.
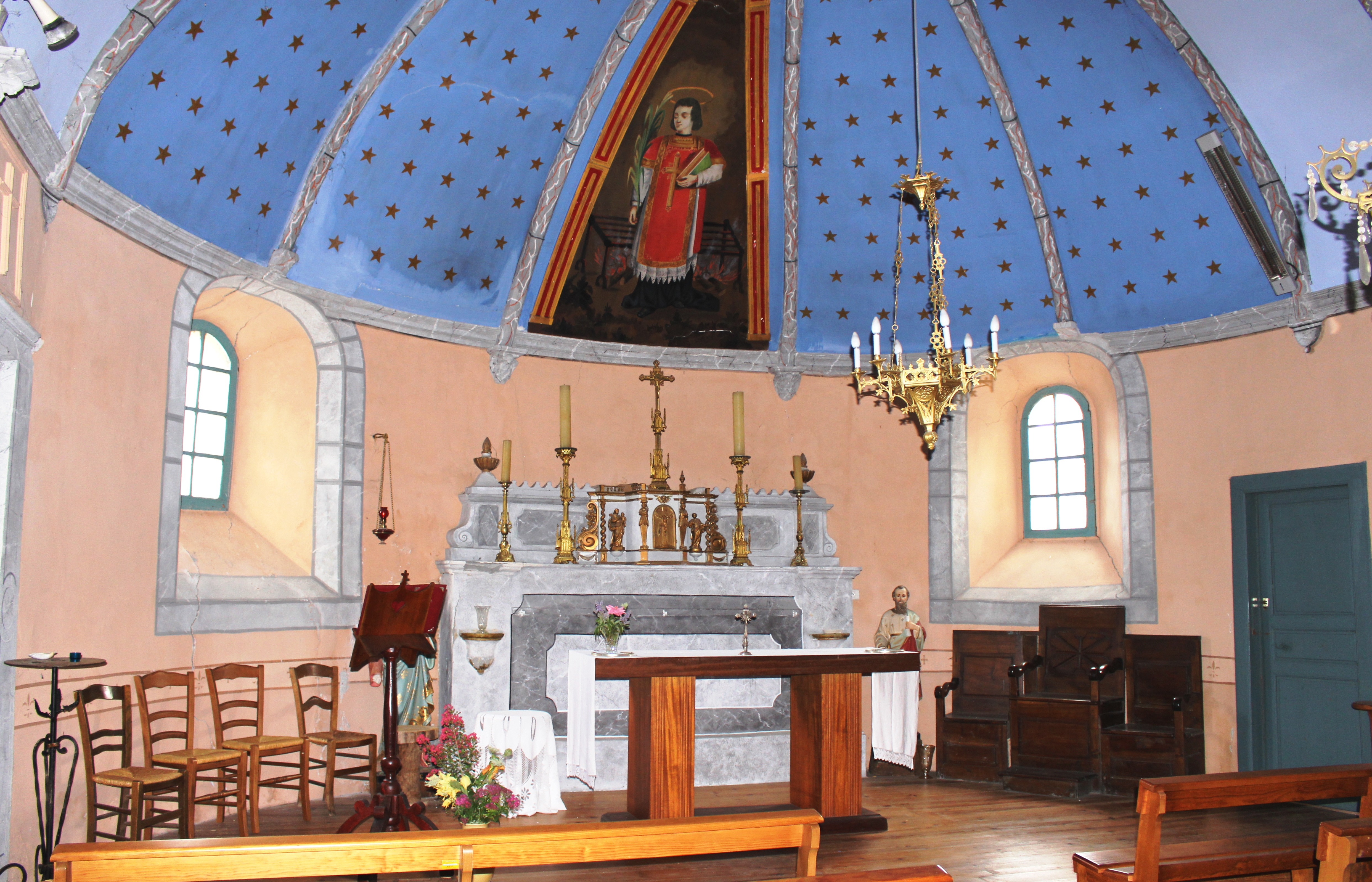
L'église de Balagnas.
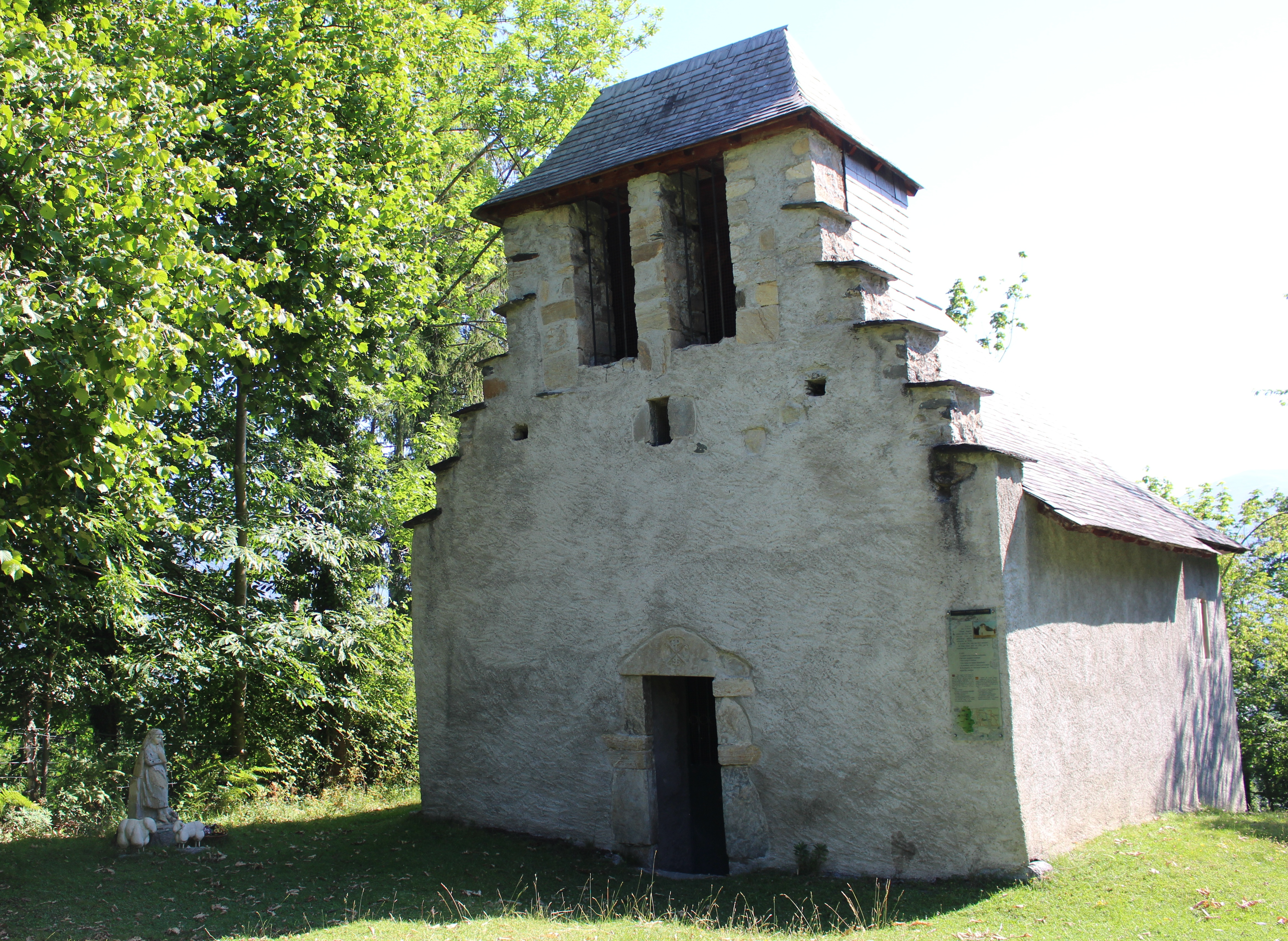
La chapelle Sainte-Castère.

### Personnalités liées à la commune
- François Vignole (1914- 1992), médaillé de bronze dans le slalom des championnats du monde de ski alpin 1935 à Mürren, né dans la commune.

### Héraldique
| Blason | Blasonnement : D'azur à la fasce ondée d'argent accompagnée en pointe d'une canette d'or ; au chef aussi d'or chargé de deux corneilles affrontées de sable, becquées et membrées de gueules. Commentaires : adopté par délibération du 10 juillet 2015. |